# Servon-sur-Vilaine
Servon-sur-Vilaine est une commune française située dans le département d'Ille-et-Vilaine en région Bretagne, peuplée de 4 032 habitants.

## Géographie

### Situation
La position de la commune entre Rennes et Vitré, avec un accès routier facile, lui permet d'être attractive. Au sud de la commune se trouve l'axe ferroviaire majeur Paris-Rennes-Brest et la voie express Paris-Rennes (RN 157). Au nord, se trouve la forêt de Chevré, limite nord de la commune et qui, au lieu-dit de la Croix Jalus, est le point le plus élevé (91 mètres) de Servon. À l'est se trouvent les communes de Châteaubourg et Broons-sur-Vilaine (désormais fusionnées), à l'ouest Brécé, Noyal-sur-Vilaine et Acigné.

### Relief et hydrographie
Le relief de la commune a la forme d'une gouttière est-ouest dont les bords nord et sud ont les altitudes les plus élevées (96 mètres à la limite nord-est de la commune, au nord-est du hameau du Gros Chêne et en lisière de la forêt de Chevré, 75 mètres près de la Cossonnière dans l'angle sud-est du finage communal) et l'axe central, qui correspond à la vallée de la Vilaine, est le partie la plus basse : ce cours d'eau entre dans la commune côté est vers 38 mètres d'altitude et en sort côté ouest vers 34 mètres d'altitude.
Le bourg de Servon, en position centrale dans la commune, un peu au nord de la Vilaine, est vers 55 mètres d'altitude.

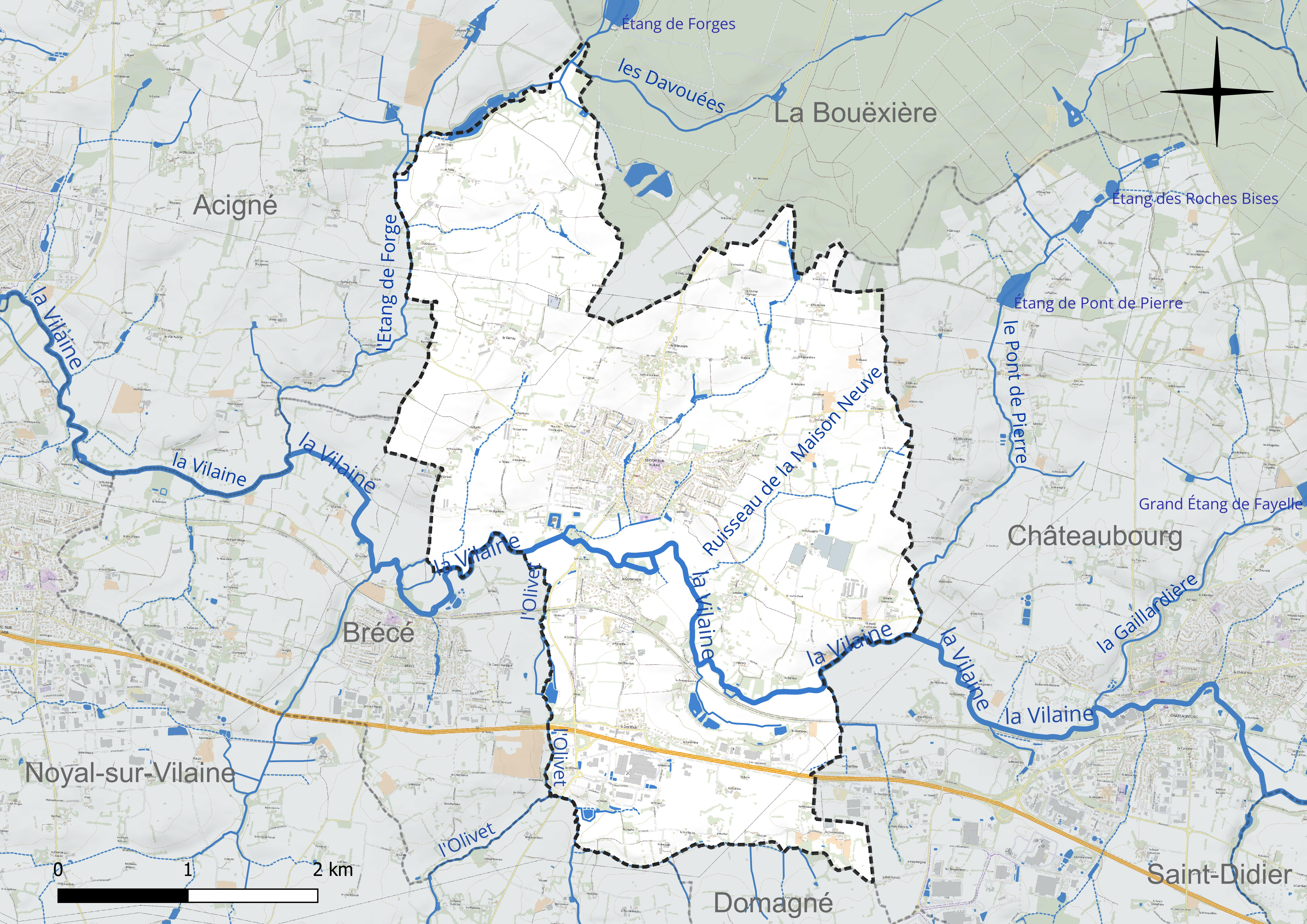
Carte du réseau hydrographique de la commune de Servon-sur-Vilaine.

La commune est traversée d'est en ouest par la Vilaine. Ce fleuve côtier qui prend sa source à l'ouest du département de la Mayenne, et qui se jette dans l'océan Atlantique, coule au sud du bourg ; il provoque des inondations périodiquement.

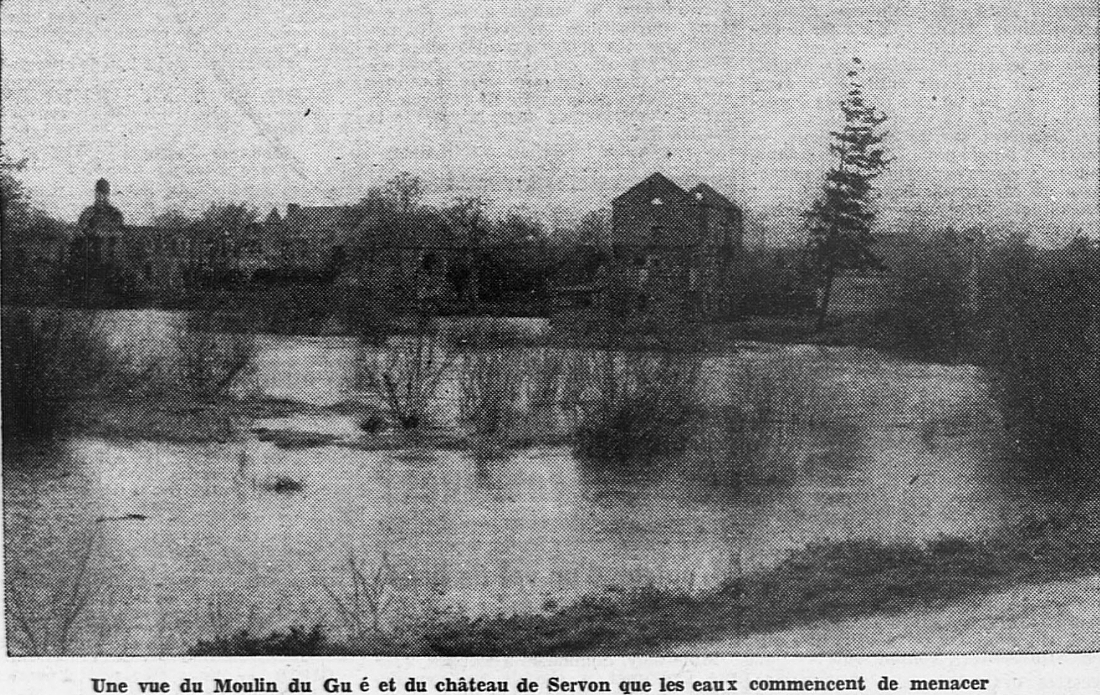
Les inondations de la Vilaine à Servon du 5 février 1937 (L'Ouest-Éclair du 6 février 1937).

Une rivière traverse le bourg de Servon selon un axe nord-sud, que l'on nomme le Vallon, mais qui est invisible dans la partie du bourg car situé dans des terrains privées ou canalisée. Elle apparaissait avant au niveau de l'ancien lavoir à côté de la Chapelle Notre-Dame de l'étang dans le centre bourg au carrefour vers la route d'Acigné. D'autres petits ruisseaux constituent le réseau hydrographique de Servon, ainsi que des puits dans la campagne.
Deux petits affluents de rive droite de la Vilaine servent sur de faibles distances de limite à la commune : le Ruisseau du Pont de Pierre côté est avec Châteaubourg et le Ruisseau de l'Étang des Forges côté ouest avec Acigné; un autre traverse la partie orientale du territoire communal, le Ruisseau de la Maison Neuve.

### Hydrographie
Pour un article plus général, voir Réseau hydrographique d'Ille-et-Vilaine.
La commune est située dans le bassin Loire-Bretagne. Elle est drainée par la Vilaine, un bras de la vilaine, le ruisseau de l'Étang de forge, l'Étang de Forge, l'Olivet, le Pont de Pierre, le ruisseau de la Maison neuve et les Davouées,,.
La Vilaine, d'une longueur de 218 km, prend sa source dans la commune de Juvigné et se jette  dans l'Océan Atlantique à Camoël, après avoir traversé 56 communes. 

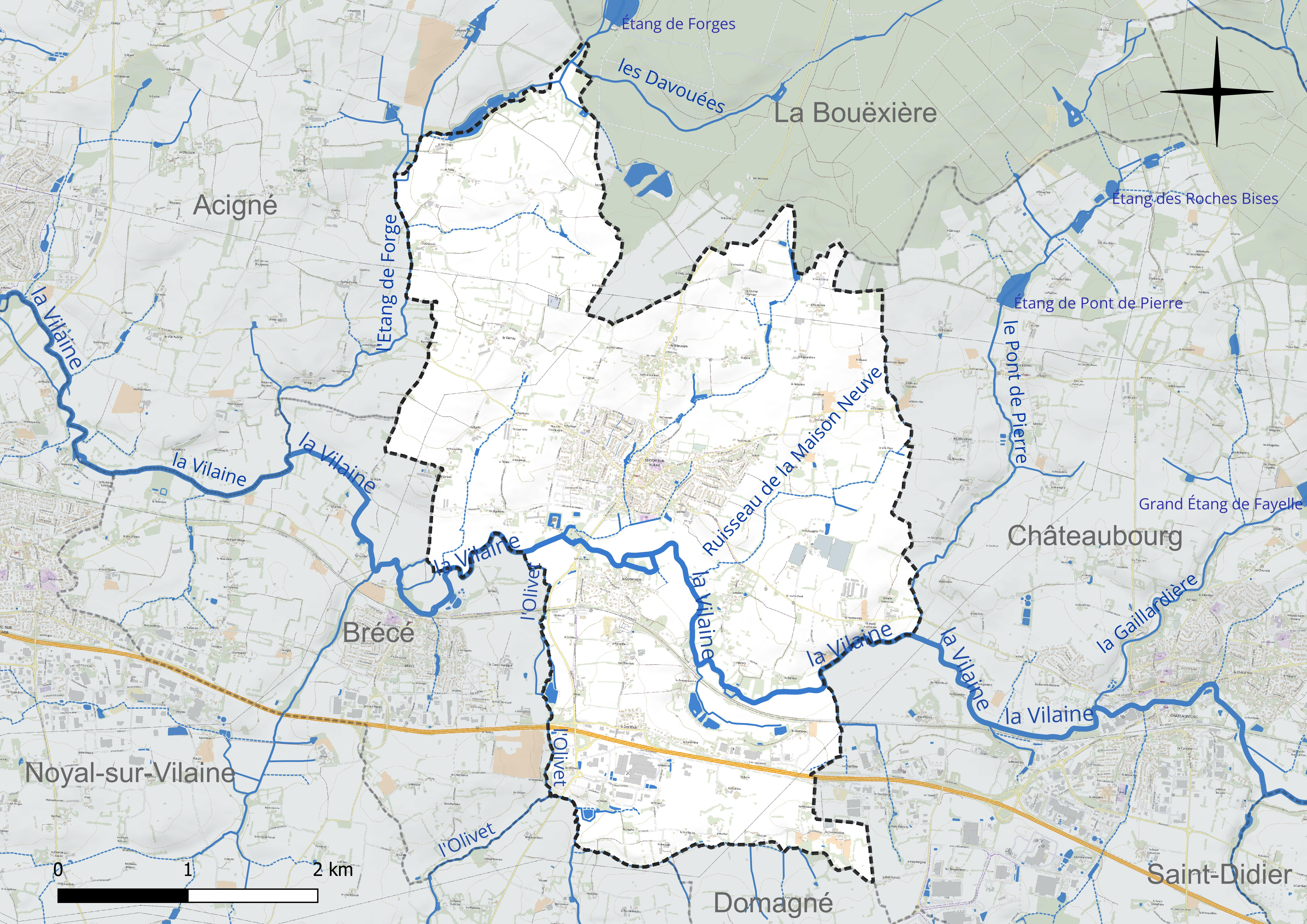
Réseau hydrographique de Servon-sur-Vilaine.

### Climat
Pour des articles plus généraux, voir Climat de la Bretagne et Climat d'Ille-et-Vilaine.
En 2010, le climat de la commune est de type climat océanique altéré, selon une étude du CNRS s'appuyant sur une série de données couvrant la période 1971-2000. En 2020, Météo-France publie une typologie des climats de la France métropolitaine dans laquelle la commune est exposée à un climat océanique et est dans la région climatique  Bretagne orientale et méridionale, Pays nantais, Vendée, caractérisée par une faible pluviométrie en été et une bonne insolation. Parallèlement l'observatoire de l'environnement en Bretagne publie en 2020 un zonage climatique de la région Bretagne, s'appuyant sur des données de Météo-France de 2009. La commune est, selon ce zonage, dans la zone « Sud Est », avec des étés relativement chauds et ensoleillés.
Pour la période 1971-2000, la température annuelle moyenne est de 11,5 °C, avec une amplitude thermique annuelle de 13,1 °C. Le cumul annuel moyen de précipitations est de 755 mm, avec 12,8 jours de précipitations en janvier et 7 jours en juillet. Pour la période 1991-2020, la température moyenne annuelle observée sur la station météorologique la plus proche, située sur la commune de Saint-Jacques-de-la-Lande à 20 km à vol d'oiseau, est de 12,4 °C et le cumul annuel moyen de précipitations est de 691,0 mm,. Pour l'avenir, les paramètres climatiques de la commune estimés pour 2050 selon différents scénarios d'émission de gaz à effet de serre sont consultables sur un site dédié publié par Météo-France en novembre 2022.

### Transports

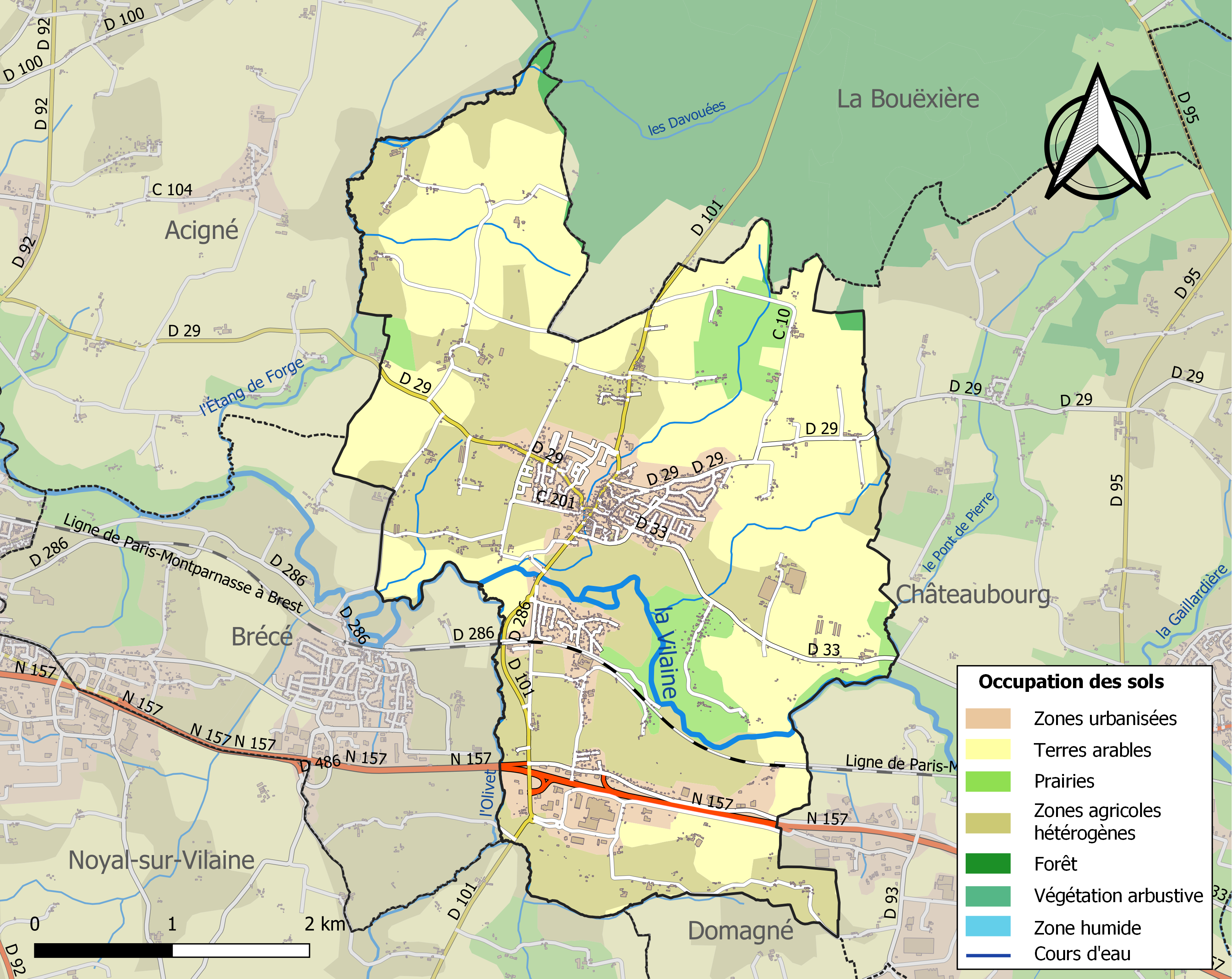
Carte des infrastructures et de l'occupation des sols en 2018 de la commune de Servon-sur-Vilaine.

La commune est traversée dans sa partie sud par la Route nationale 157, désormais voie expresse ; la commune y est raccordée via la D 101 par l'échangeur d'Olivet avant la construction de la voie expresse le carrefour d'Olivet entre la RN 157 et la D 101 fut le lieu de nombreux accidenté graves ; la D 102 elle-même entre le bourg de Servon-sur-Vilaine, qui traversait par un passage à niveau les voies ferrées, a été sécurisée par la construction d'une déviation routière équipée d'un pont qui la fait passer sous la ligne ferroviaire.
- Servon-sur-Vilaine est desservi par le réseau BreizhGo :
  - Ligne 14 Cesson-Sévigné (Via Silva) - Noyal-sur-Vilaine - Servon-sur-Vilaine du lundi au samedi. Elle ne dessert plus Rennes en direct. Il faut passer automatiquement par la ligne « B » du métro de Rennes.

La ligne ferroviaire traditionnelle de Paris-Montparnasse à Brest traverse la commune qui dispose d'une gare (inaugurée en 1858) desservie par le TER BreizhGo Rennes - Vitré - Laval. Par contre la ligne LGV Atlantique ne passe pas par la commune, mais plus au sud.

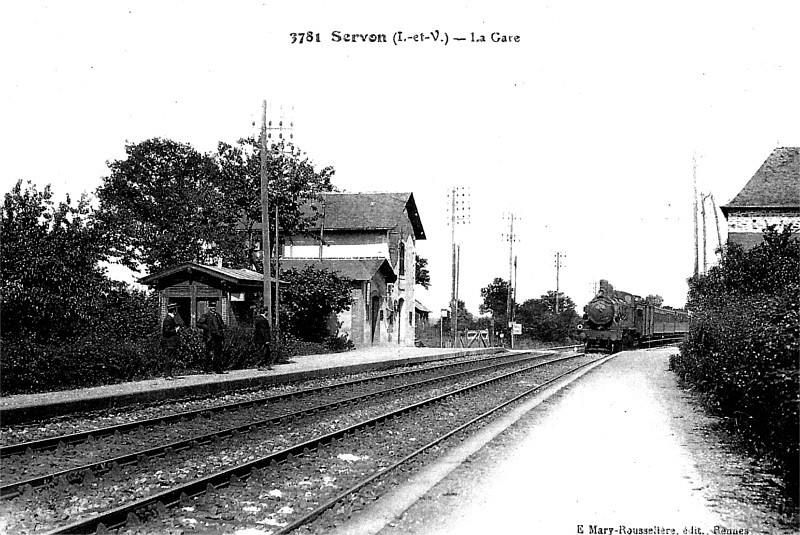
La gare de Servon-sur-Vilaine au début du XXe siècle (carte postale).
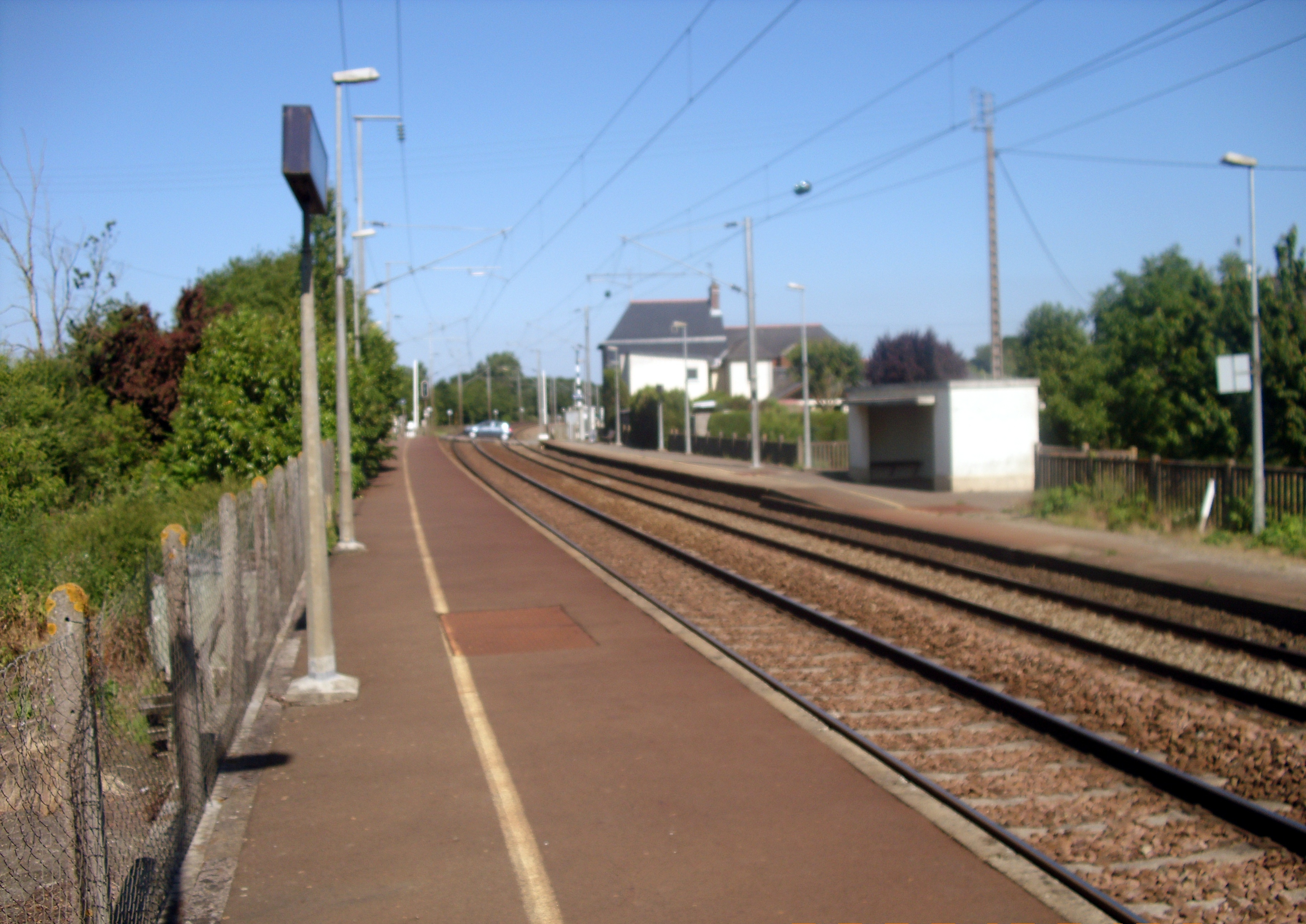
La halte ferroviaire de Servon-sur-Vilaine.
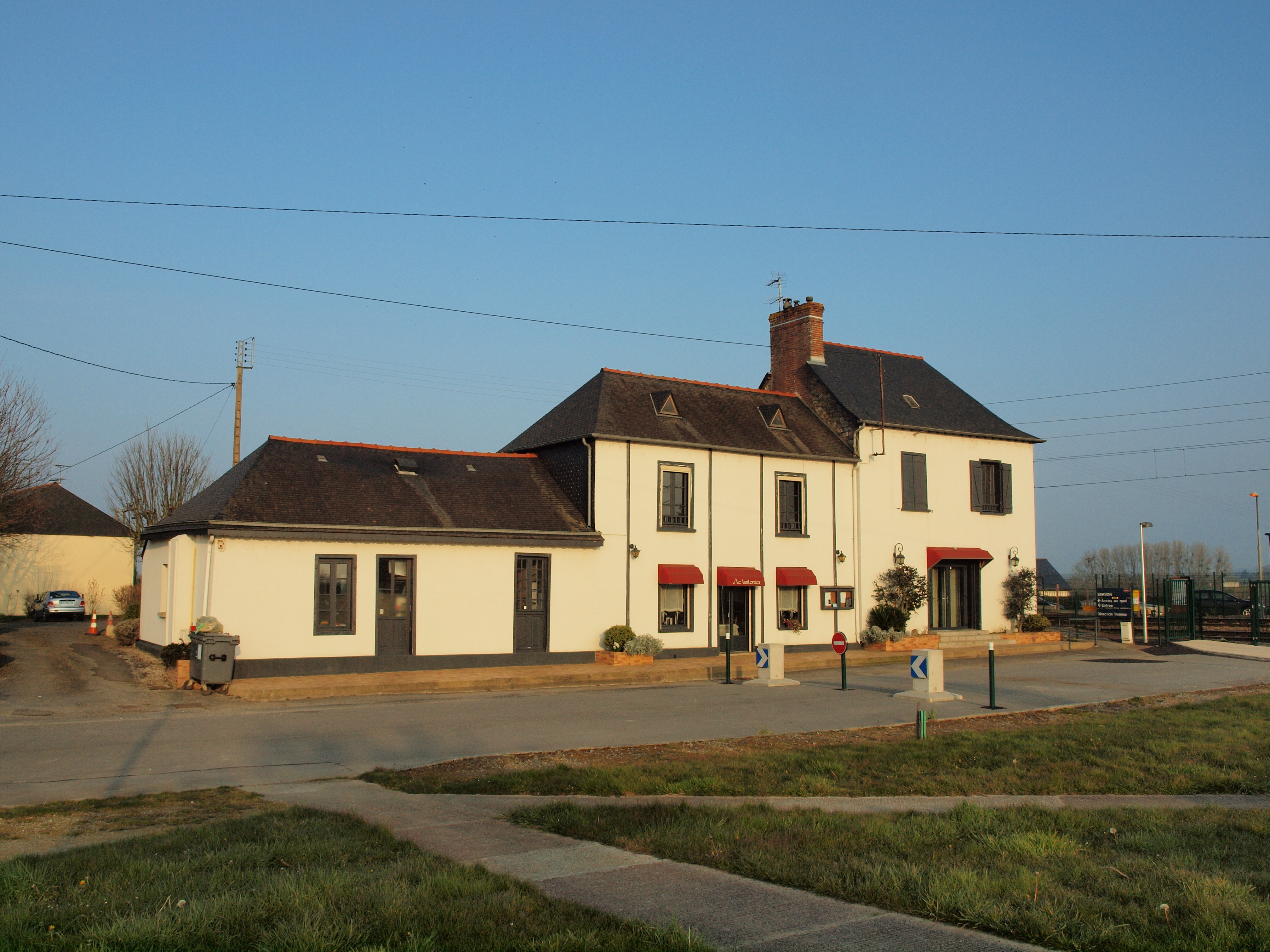
La gare réaménagée.
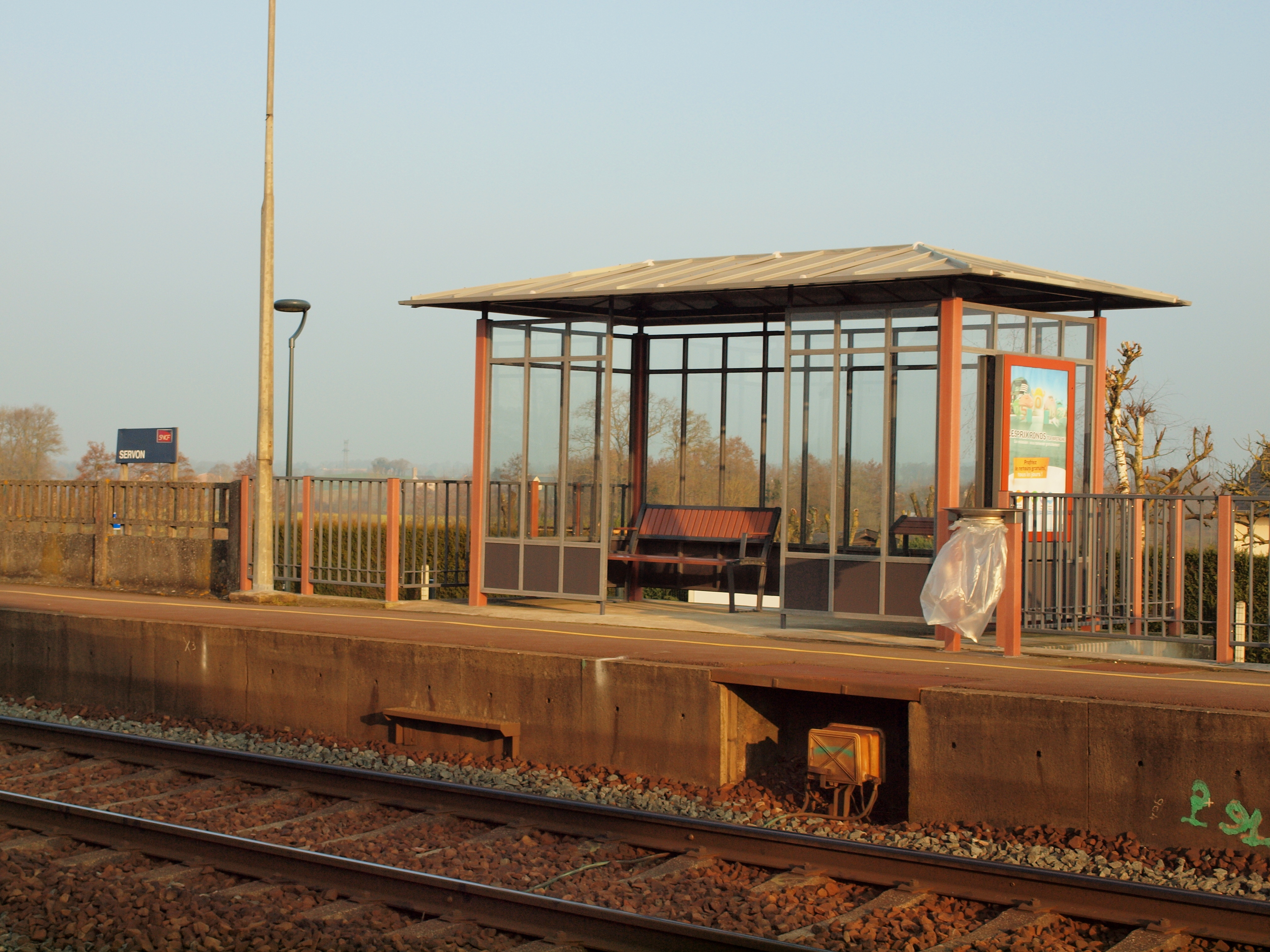
Abri pour les passagers.

### Habitat et paysages
La commune présentait traditionnellement un paysage agraire de bocage avec un habitat dispersé constitué de hameaux et de fermes isolées, le bourg étant de modeste importance.
Depuis les Trente Glorieuses le bourg a beaucoup grossi en raison de la proximité de l'agglomération rennaise, tant à l'est qu'à l'ouest du bourg ancien, avec la création de nombreux lotissements. Un foyer secondaire d'urbanisation s'est créé entre l'ancienne fonderie et la gare, côté nord de la ligne ferroviaire et un troisième plus au sud (l'ancien quartier des ouvriers fondeurs du Coq Rouge).

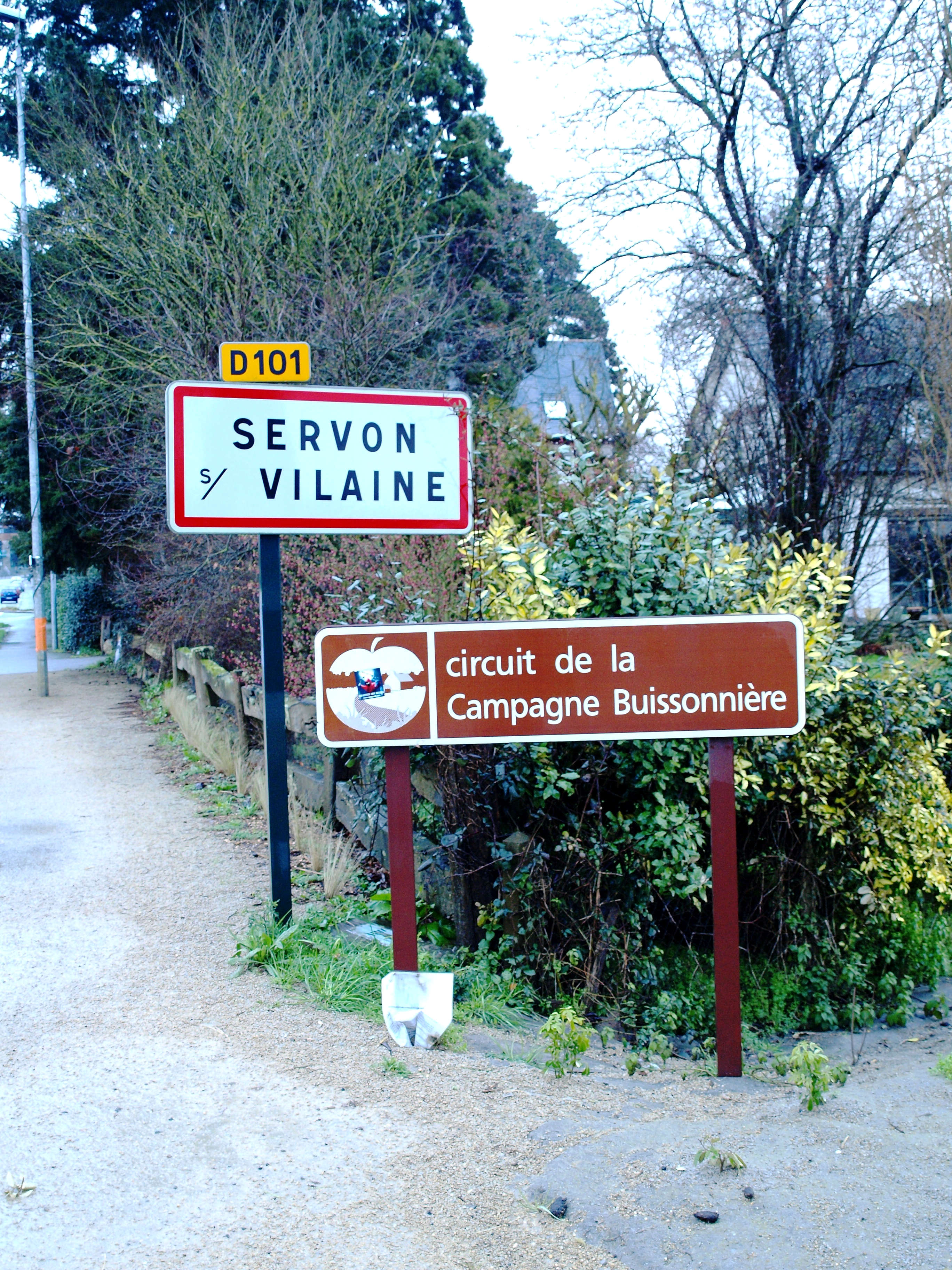
Panneau d'agglomération.
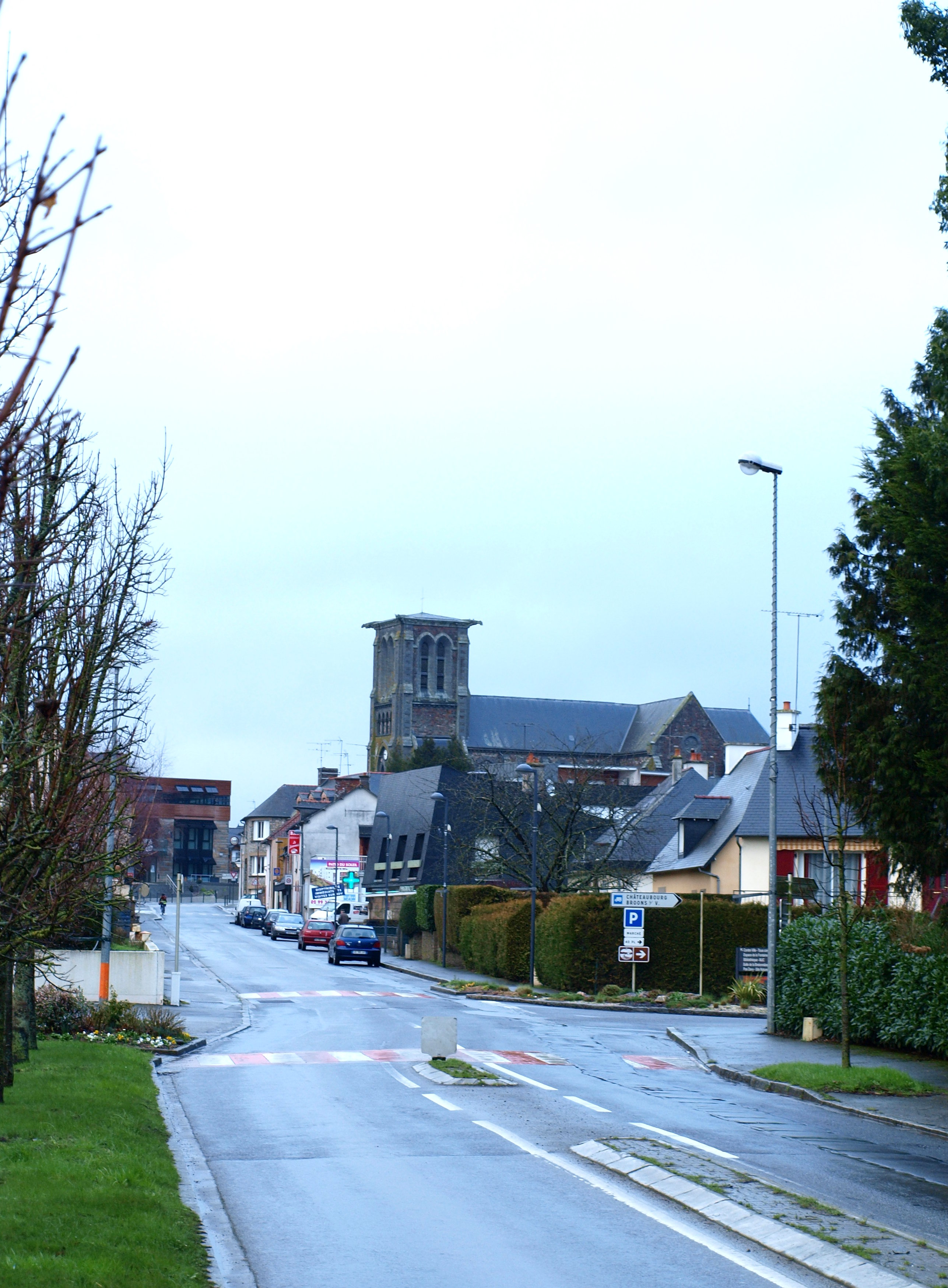
La D 101 dans la traversée du bourg.
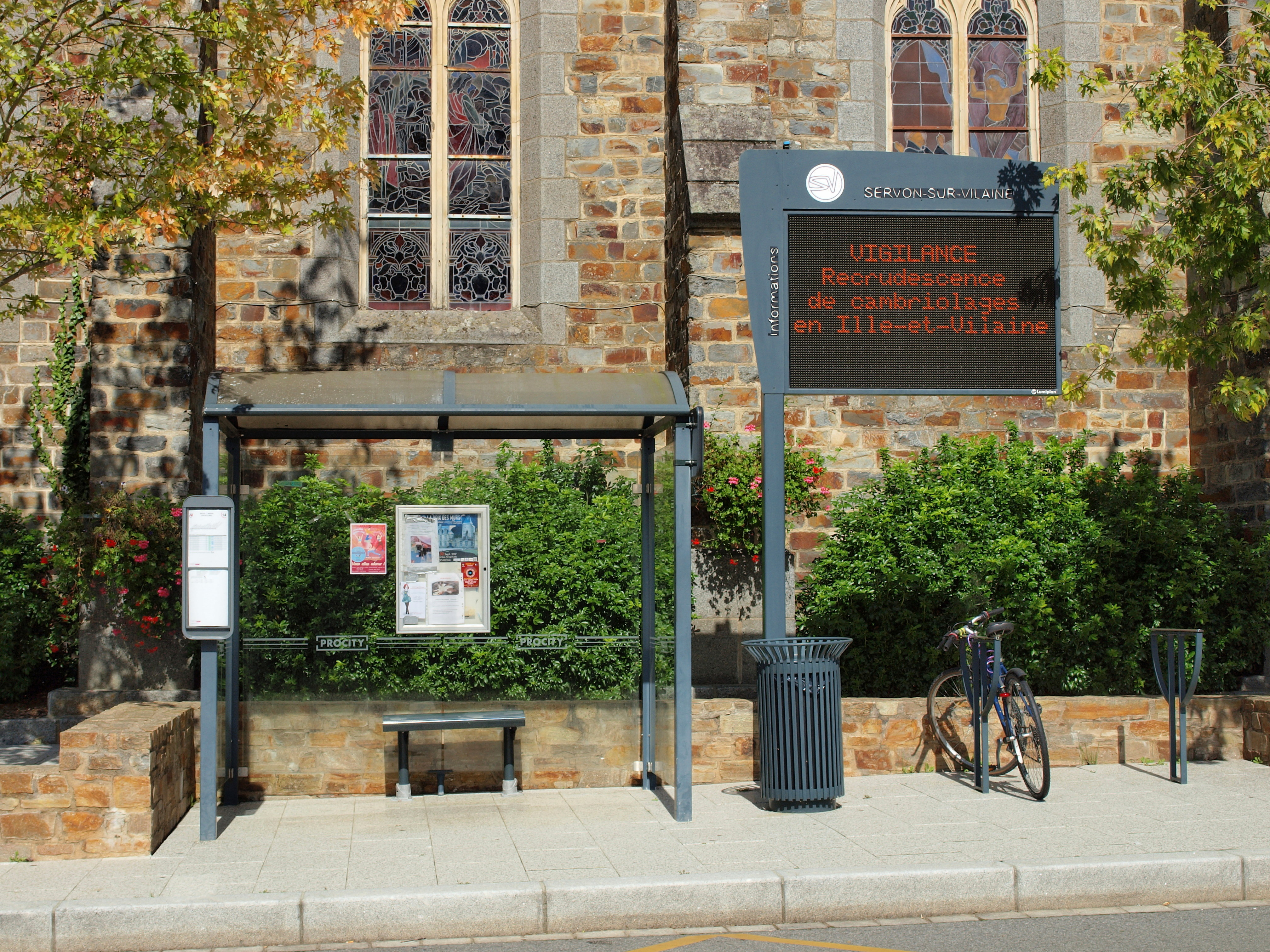
Abribus.
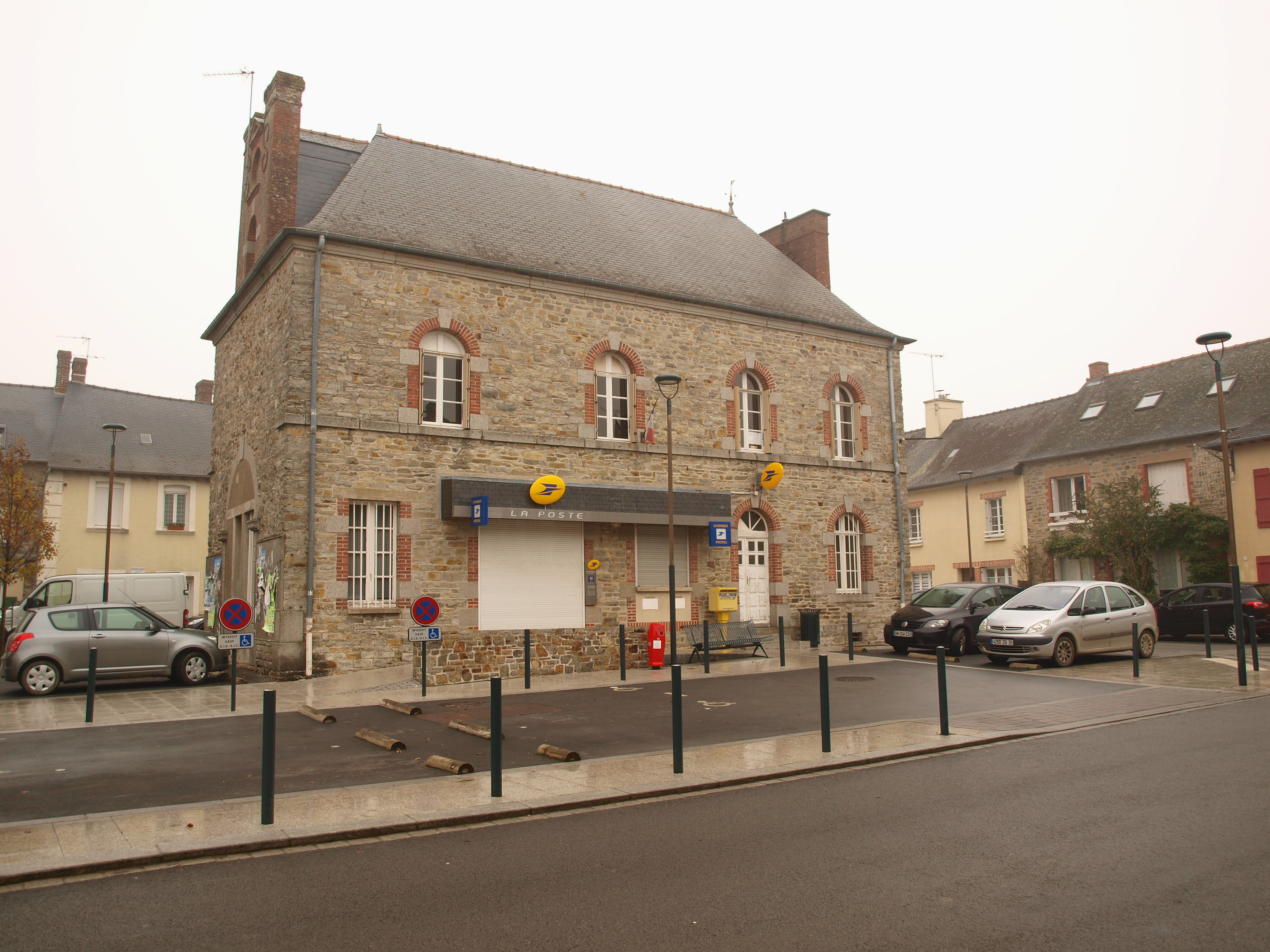
La poste de Servon-sur-Vilaine.

Depuis la construction de la voie expresse les abords de celle-ci tendent à devenir un double axe quasi continu d'activités économiques liées à la proximité de la métropole rennaise.

## Urbanisme

### Typologie
Au 1er janvier 2024, Servon-sur-Vilaine est catégorisée bourg rural, selon la nouvelle grille communale de densité à sept niveaux définie par l'Insee en 2022.
Elle appartient à l'unité urbaine de Servon-sur-Vilaine, une unité urbaine monocommunale constituant une ville isolée,. Par ailleurs la commune fait partie de l'aire d'attraction de Rennes, dont elle est une commune de la couronne,. Cette aire, qui regroupe 183 communes, est catégorisée dans les aires de 700 000 habitants ou plus (hors Paris),.

### Zones d'activités
Plusieurs zones d'activités sont présentes sur le territoire de Servon, notamment au Coq Rouge, à Olivet de l'autre côté de la quatre-voie et le long de la quatre voie au nord vers Châteaubourg.

#### Plate forme de ferroutage
Un projet de plate forme de ferroutage a été envisagé sur les communes de Châteaubourg, Domagné et Servon-sur-Vilaine. Ce projet de 250 hectares, pour un coût évalué à 12 millions d'euros était notamment porté par le conseil régional de Bretagne, le conseil général d'Ille-et-Vilaine et Vitré Communauté. Il a rencontré de fortes oppositions de la société civile, et lors de consultations il est ressorti :
- Domagné et la communauté de communes du Pays de Châteaugiron étaient favorables au projet ;
- Servon-sur-Vilaine et Châteaubourg y étaient opposées.

Aussi, en mars 2009, le Syndicat d'étude a été dissous et le projet abandonné.

## Économie et industrie
- société Bridor, briocherie industrielle, 900 p. (groupe Le Duff, créé en 1976)[24].

## Toponymie
Le nom de la localité est attesté sous les formes ecclesia de Servun au XIe siècle, parochia de Servonio aux XIIe et XVIe siècles[réf. nécessaire].
Servon-sur-Vilaine vient du romain Cervonius et du suffixe onem, ou du latin servus (esclave, serviteur)[réf. nécessaire].
Le suffixe « sur-Vilaine » a été rajouté au nom de la commune en 1920, pour la différencier d'autres communes portant le même nom.
En gallo, la localité est appelée Servon prononcé [sɛrvɔ̃].

## Histoire

### Antiquité
On a retrouvé des vestiges romains le long de la route de Rennes à Paris sur le territoire de Servon. Une autre hypothèse est le tracé des voies romaines traversant le territoire de la commune. Le territoire de Servon était situé sur la voie romaine de Nantes à Avranches, actuellement la route de Châteaugiron à La Bouëxière et sur celle de Paris à Rennes qui passait au niveau du chemin du Gros Chêne, ce qui explique la largeur du chemin et son empierrement par endroits. Ce chemin arrivait à Rennes par les ponts de Cesson-Sévigné. On peut retrouver son tracé et le suivre à pied grâce à une carte bien qu'il disparaisse dans les champs par moments.

### Moyen Âge
L'existence de la paroisse de Servon est attestée dès le début du XIe siècle, Alain III de Bretagne et la duchesse Havoise, sa mère, donnent en effet à cette époque le tiers de l'église de Servon et les dîmes qu'ils possèdent dans la paroisse à l'abbé de Marmoutier, Évrard ; plusieurs autres mentions de Servon existent dans d'autres documents de ce même siècle. Plusieurs propriétés agricoles étaient également rattachées au couvent de Saint-Melaine à Rennes.
La paroisse de Servon était un fief au Moyen Âge, appartenant aux seigneurs de Servon. On n'est pas sûr de l'emplacement initial de leur château, certaines thèses proposant un emplacement au niveau de la Bretonnière, point assez haut du village, d'autres thèses soutiennent qu'il était à l'emplacement du château du Gué pour protéger ce passage vital pour le village. Le gué donna son nom à une famille de chevaliers portant des armes « d'argent à la croix engreslée de sable » et dont le premier connu, Georges du Gué, qui a vécu vers 1350, épousa Seraine de Coësmes.
Le manoir du Gué de Servon, siège d'une châtellenie, se trouvait (jusqu'en 1856, date à laquelle il fut, ainsi que les terres avoisinantes, rattaché à la commune de Servon) dans la paroisse de Noyal et à la limite de celle de Châteaugiron, occupant une position marécageuse au bord de la Vilaine ; il se trouve au centre d'un grand carré cerné de larges douves pleines d'eau et que fermait un pont-levis. Ce château, vaste corps de logis flanqué à ses angles de quatre tourelles en encorbellement, enclavé en raison de l'absence de pont sur la Vilaine jusqu'au Second Empire dans ses relations avec la paroisse de Servon. La famille du Gué était seigneur fondateur et prééminencier de l'église de Servon dans laquelle ils possédaient un enfeu.

### Temps modernes
En 1558 la seigneurie du Gué de Servon passa par héritage dans les mains de la famille de la Marzelière. Le château est pillé par les Ligueurs en 1589 lors des Guerres de religion. La terre du Gué fut acquise en 1669 par Claude de Marbeuf, seigneur de Laillé, qui fut président à mortier au Parlement de Bretagne et qui fit reconstruire le château du Gué, détournant le cours de la Vilaine afin que le château soit désormais en Servon ; il obtint en 1672 l'érection de la châtellenie du Gué en châtellenie indépendante, échappant à la suzeraineté des barons de Châteaugiron, comme c'était le cas jusque-là ; il installa sa haute justice dans le bourg de Servon (les fourches patibulaires, à quatre piliers, se dressaient sur le pâtis Nicolle) et obtint le droit d'y organiser un marché chaque semaine et quatre foires par an. Son petit-fils Charles-François de Marbeuf vendit la seigneurie le 21 janvier 1745 à Michel Picot, sieur du Bois Feillet ; 
en 1775 le château est acheté par René Gouyon de Thaumatz,puis vendu comme bien national, mais racheté en 1797 par Alexis Gouyon, dernier comte du Gué, mais revendu en 1799 comme bien d'émigré ; il tomba à l'abandon au cours du XIXe siècle, habité par des fermiers.
La population servonnaise était majoritairement paysanne, les cultures étant faites de blé, orge, avoine et seigle. On trouvait également des plantations de chanvre. Ce qui indiquait peut-être des manufactures de tissu et de voiles que l'on appelle « noyales » dans la région.
Des carrières de schiste se trouvaient sur le territoire de la commune, notamment à la Pampille et à la Chapelle. La majorité des bâtiments construits avant la fin du dix-neuvième siècle sont effectivement construits en schiste bleu-vert. Les maisons plus récentes ont été construites en schiste graniteux provenant de La Bouëxière.
La commune n'a eu de pont pour traverser la Vilaine qu'assez tardivement, et le seul passage possible avant cela était le passage par le gué de Servon, encore visible dans une haie d'arbres descendant vers la Vilaine à l'angle sud-est du château du même nom. La position du château démontre que ce gué était un passage stratégique. On pouvait également traverser la Vilaine au Pas Davy où était construit un moulin seigneurial et trois ponts enjambant la Vilaine. D'où le  « par les trois ponts » utilisé par les randonneurs servonnais.

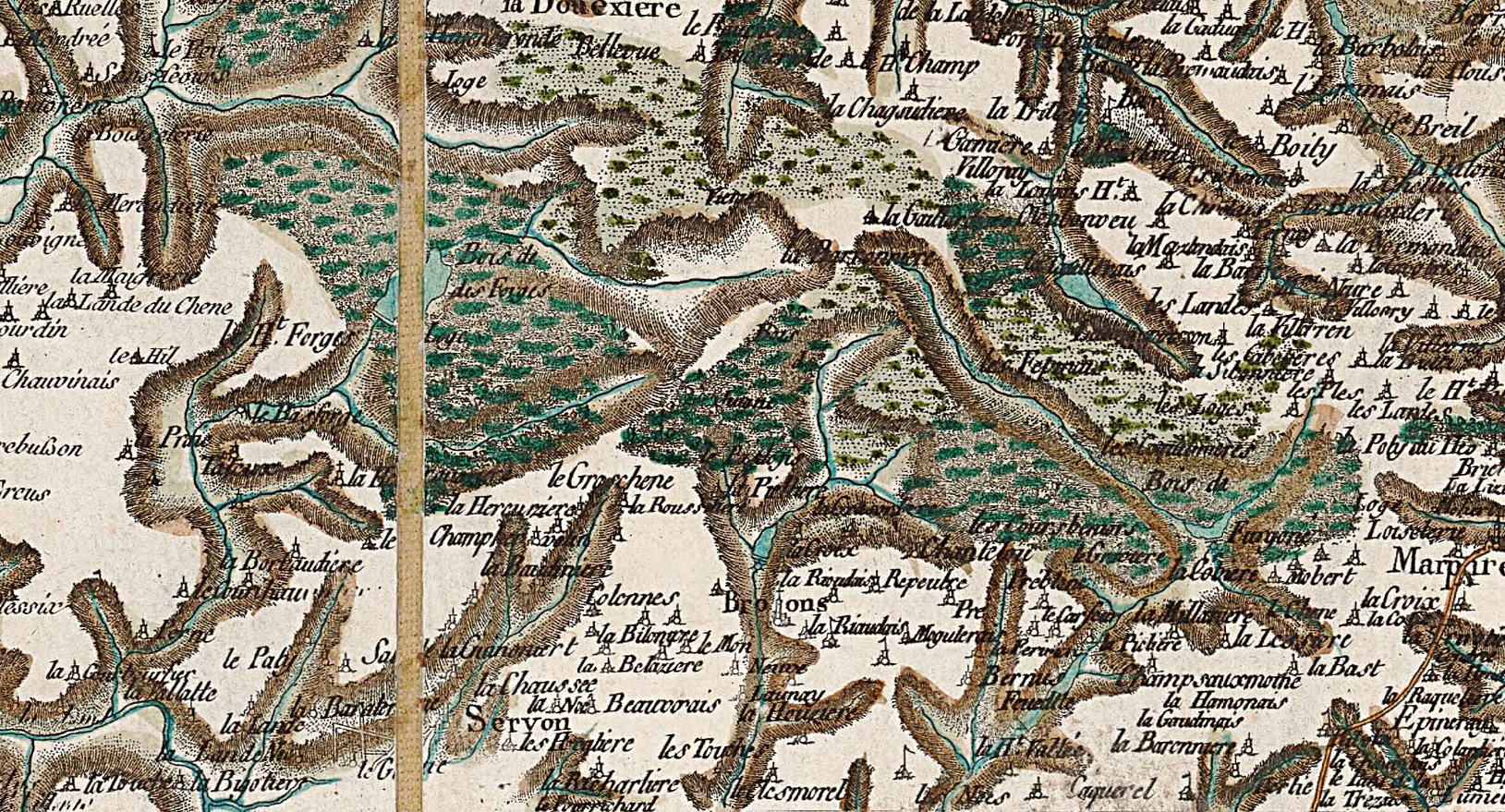
Carte de Cassini de la forêt de Chevré et de la partie nord de la paroisse de Servon (1803).

Jean-Baptiste Ogée décrit ainsi Servon en 1778 :

« Servon ; dans un fond, au bord de la rivière de Vilaine, à 3 lieues à l'Est de Rennes, son évêché, sa subdélégation, et son ressort. On y compte 1 100 communiants : la cure est présentée par une chanoine de l'église Cathédrale de Rennes. Le territoire, couvert d'arbres et buissons (bocage), est très bien cultivé ; il produit des grains de toutes espèces, et d'excellent cidre. On voit par les actes de la réformation, qu'il n'y avait aucune maison noble dans cette paroisse en 1427. »

En 1782, les généraux [assemblées paroissiales] de Saint-Jean-sur-Vilaine, Saint-Didier, Domagné, Châteaubourg, Broons, Servon et Brécé se plaignent : « la corvée des grands chemins [la route de Rennes à Paris] est un fardeau d'autant plus onéreux pour les habitants des campagnes qu'ils y sont les seuls assujettis, qu'ils sont forcés de se livrer à un travail qu'elle exige dans les tems [temps] de l'année les plus précieux pour eux ».

### Révolution française
L'assemblée électorale des paroissiens de Servon en vue de la préparation des États généraux de 1789 se tint le 2 avril 1789 sous la présidence de Paul-Joseph Brindejonc, procureur au présidial de Rennes et sénéchal de la châtellenie du Gué de Servon, en présence de 31 paroissiens ; Jacques Gaudiche (du Vaurenoul) et Nicolas Chevalier  (trésorier de la fabrique) furent élus pour représenter la paroisse à l'assemblée du tiers-état de la sénéchaussée ; un cahier de doléances fut rédigé dans lequel il est notamment écrit que le commerce de la paroisse « consiste principalement dans la fabrique des toiles à voiles ; qu'il n'y a pas plus d'un quart de lieue de sa distance au grand chemin qui conduit de Rennes à Vitré ; qu'il y a dans cet espace la rivière de Vilaine à traverser, qui, par ses crues d'eau, oppose la communication du dit lieu et autres paroisses circonvoisines qui font le même commerce de toiles, qu'il est de toute nécessité de rétablir un pont sur la dite rivière, d'autant plus que journellement les voitures qui passent par le gué sont exposées à périr corps et biens » ; les paroissiens demandent aussi la suppression de la corvée sur les grandes routes, des droits de colombier et de garenne (privilèges des seigneurs), des banalités, et demandent d'être exemptés de la milice, , etc.
Jean-Pierre Fortin était depuis le 21 mai 1776 recteur de Servon lorsque se déclencha la Révolution française. La paroisse eut à nouveau un recteur, Jean Pichon, en 1803 après le Concordat.
Le 1er prairial an VI (20 mai 1798) le bruit se répandit à Servon que 16 hommes armés de fusils doubles avaient été vus la veille au château de la Baluère en Broons. Le citoyen Briand, de Servon, convoqua aussitôt les commandants et capitaines de la Garde nationale, qui rassemblèrent 60 hommes bien armés qui, divisés en trois colonnes,
firent une battue générale dans les bois des alentours et arrêtèrent deux déserteurs au village du Gros-Chêne, lesquels furent conduits à Châteaubourg.

### LeXIXesiècle

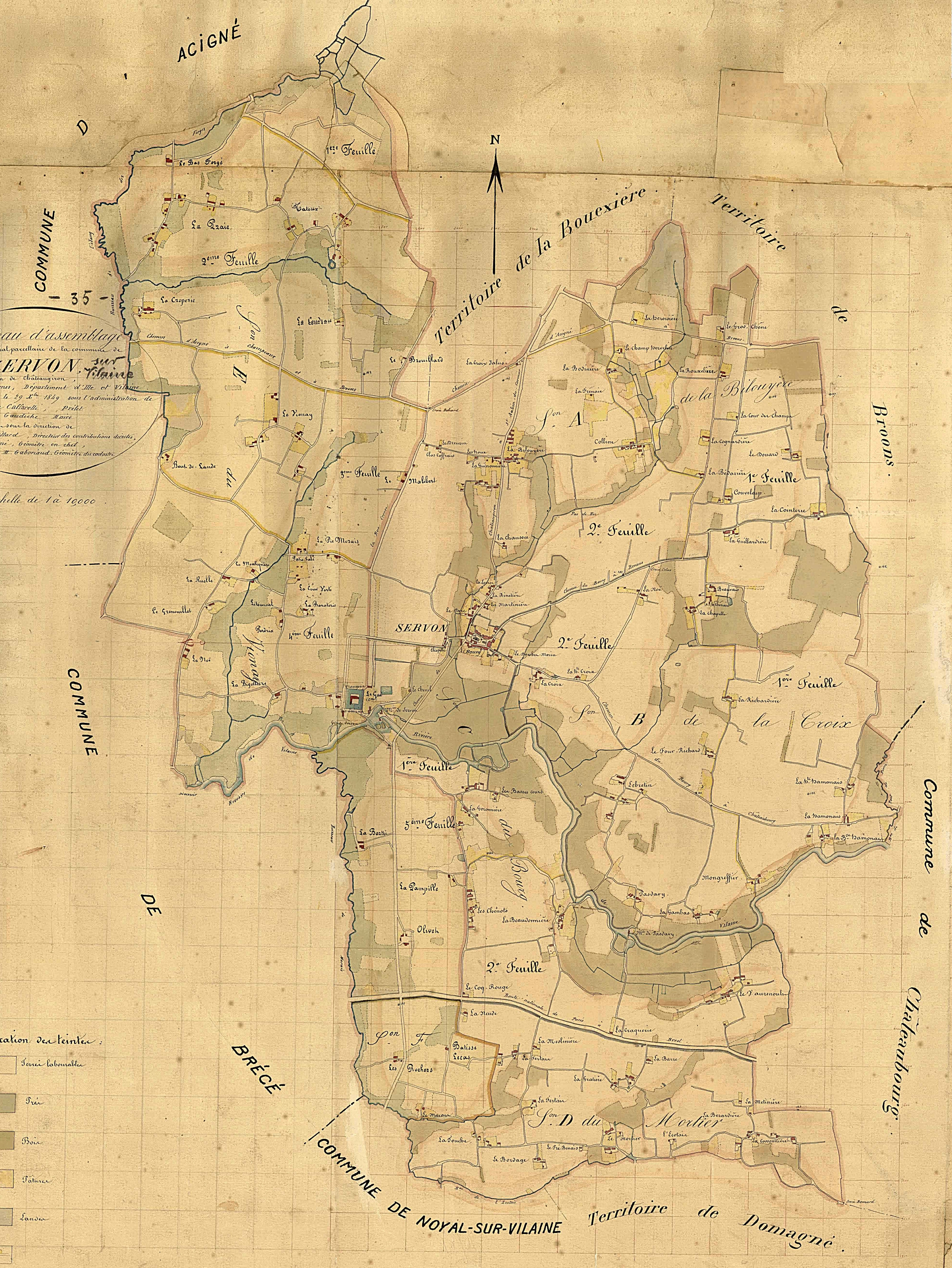
Plan cadastral de la commune de Servon [Servon-sur-Vilaine] en 1849 (tableau d'assemblage).

En 1851, le journal La Presse écrit :

« Les loups commencent à s'agiter dans les forêts enclavées entre les bourgs de La Bouëxière, Servon, Dourdain, Marpiré, Broons et Saint-Jean-sur-Vilaine, et la gendarmerie de Châteaubourg a déjà eu à constater de graves dégâts. Ces redoutables animaux paraissent jusqu'à présent sortir plus particulièrement de la forêt de la Corbière. Le 31 décembre [1850], un cheval et un poulain ont été dévorés sur le territoire de Saint-Jean, et une génisse sur celui de Broons. Les loups doivent être nombreux, car on entend beaucoup de hurlements dans les campagnes. On a rencontré, dans la commune de Broons, une louve et quatre louveteaux. »

A. Marteville et P. Varin, continuateurs d'Jean-Baptiste Ogée, décrivent ainsi Servon en 1853 :

« Servon (sous l'invocation de saint Martin, fêté le 11 novembre) : commune formée de l'ancienne paroisse de ce nom; aujourd'hui succursale. (..) Principaux villages : la Guinonière, Coline,Beauvais,les Humonais, la Baudonière, les Chesnots, le Vaurenou, le Mortier, la Touche, la Frétais. Superficie totale 960 hectares, dont (..) terres labourables 162 ha, prés et pâturages 26 ha, bois 36 ha,vergers et jardins 30 ha (..). Moulins: 2 (du Pas-de-Vie, du Gué-de-Servon, à eau). La commune est traversée au sud par la route de Paris à Rennes, courant de l'est à l'ouest. La rivière de Vilaine la traverse dans les mêmes directions. Un pont, d'une utilité incontestable,vient d'être élevé au Gué-de-Servon, village qui, pendant les crues de la Vilaine, se trouvait isolé du reste de la commune. Il y a marché le mardi ; foire le lundi après la Saint-Denis. Géologie : schiste argileux. On parle le français [en fait le gallo]. »

L'ancienne chapelle Saint-Mathurin fut détruite lors de la construction de la voie ferrée.
L'ancienne église de Servon fut rasée un peu avant 1880 : « ce vieil édifice se composait  d'une nef très antique terminée par un chevet droit, et accosté au Nord seulement d'une chapelle, ou plutôt d'un collatéral, dont on attribuait la construction au seigneur du Gué de Servon » écrit Amédée Guillotin de Corson.
L'église actuelle de Servon date de la fin du XIXe siècle (sa première pierre fut bénie par Mgr Place le 8 septembre 1880) et fut construite grâce à l'effort des Servonnais pour remplacer l'ancienne église trop vétuste et dont le cimetière alentour était trop petit. L'emplacement de la nouvelle église fut également sujet à controverse. Initialement comme on peut le voir sur des plans préparatoires, elle devait être construite sur un territoire au nord de l'actuelle mairie sur un promontoire où fut construite l'école publique. La nouvelle église devait être la plus haute église paroissiale d'Ille-et-Vilaine avec une flèche sur le clocher, mais faute de moyens, la flèche ne put être construite et l'église est donc restée « amputée ». Les vitraux de l'église sont classés monument historique. Un tableau représentant "saint Pierre repentant", d'un peintre anonyme du XVIIIe siècle et classé monument historique depuis le 17 janvier 2013, a été envoyé en restauration au Musée de Bretagne et a retrouvé sa place dans l'église en 2022.
Les limites du territoire de Servon furent sujet de controverse avec la commune de Noyal jusqu'à la fin du dix-neuvième siècle. En effet, toute la partie ouest de Tatoux, château du Gué et sud de Servon (ferme d'Olivet) étant rattachée à Noyal sur Vilaine. Cette dernière ne voulait pas céder ces territoires très excentrés par rapport à elle à Servon qui les jouxte.
L'ancienne école publique est construite en 1890. L'école privée Sainte-Marie actuelle a été construite vers 1900, mais des écoles confessionnelles eixtaient auparavant, tenues pour les garçons par les Frères de l'instruction chrétienne de Ploërmel et pour les filles par les Sœurs de l'Immaculée Conception.

### LeXXesiècle

#### LaBelle Époque
La halle et le bureau de poste de Servon sont inaugurés le 13 octobre 1901. Le service télégraphique ouvre à Servon en juin 1902.

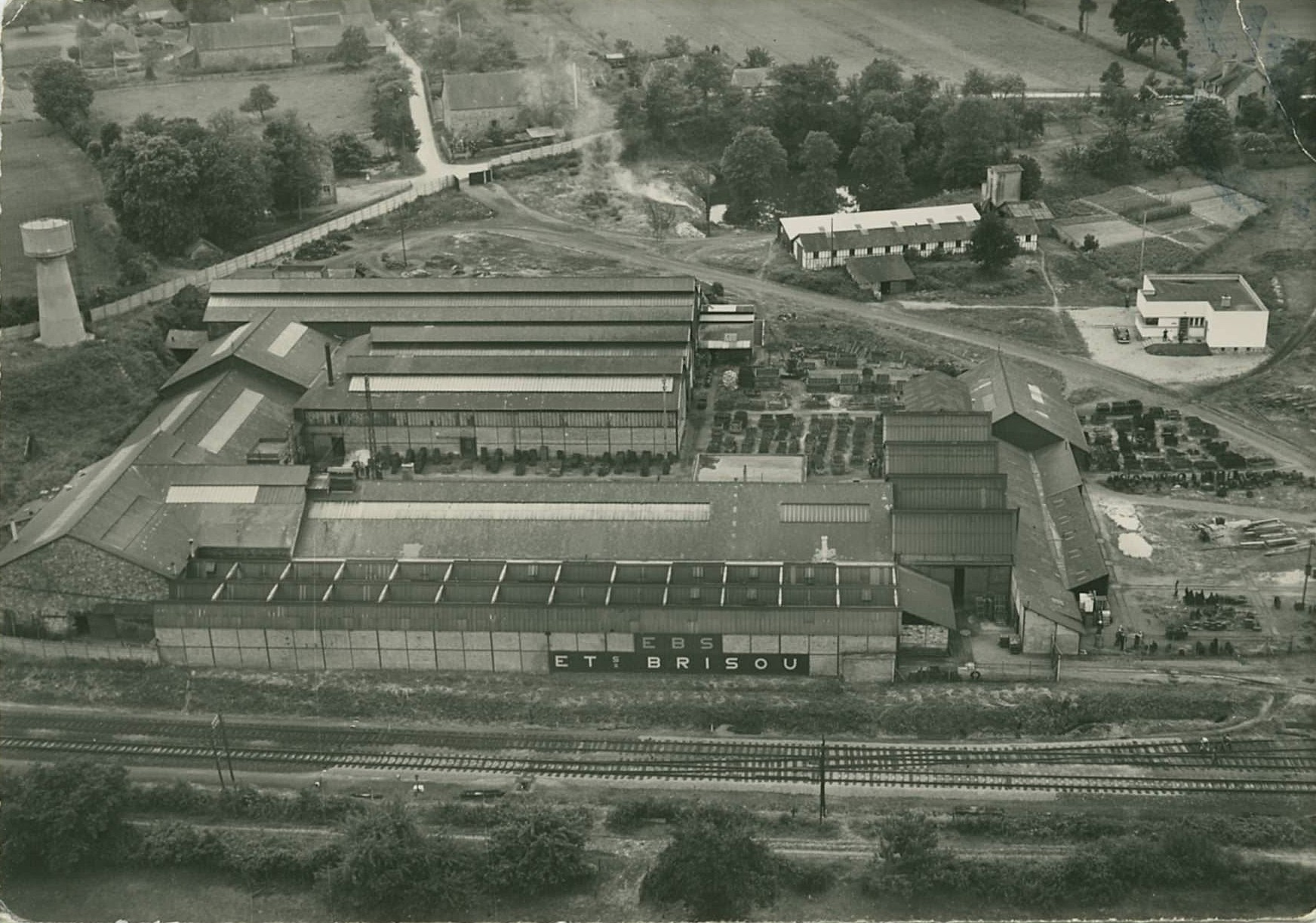
Les établissements Brisou peu après leur création vers le début du XXe siècle.

Le Journal officiel du 13 mars 1903 indique que Louis Félix Ollivier, député des Côtes-du-Nord, a déposé sur le bureau de l'Assemblée nationale une pétition hostile à la politique menée par le gouvernement d'Émile Combes signée entre autres par 175 habitants de Servon.

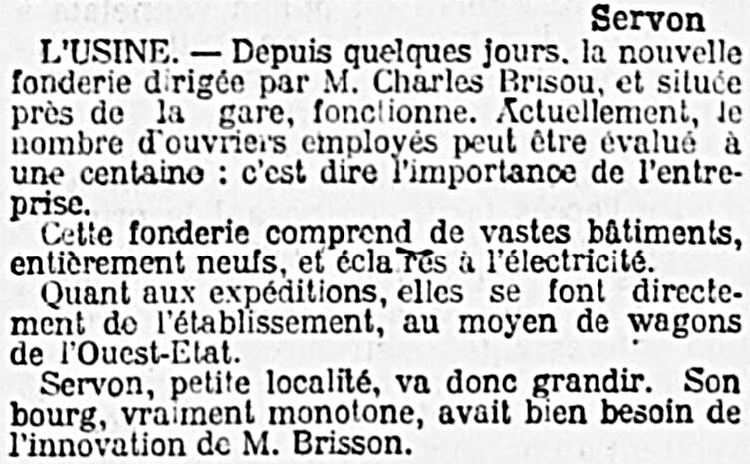
La mise en service de la fonderie Brisou en 190̈9 (journal L'Ouest-Éclair du 31 janvier 1909).

L'inventaire des biens d'église se déroula à Servon le 8 mars 1906; le percepteur, soutenu par un détachement d'artillerie et des gendarmes, dût faire casser un carreau d'une fenêtre basse de la sacristie et fracturer une porte pour pouvoir entrer dans l'église ; le recteur lut une protestation, mais le percepteur put procéder à l'inventaire « tandis que les catholiques servonnais prient et chantent des cantiques ».
Servon est également connu pour la fonderie installée depuis 1908 par Charles Brisou sur le site d'une ancienne carrière de schiste ardoisier, au lieu-dit "La Pampille", desservi par le rail, pour remplacer les anciennes forges de Sérigné (en La Bouëxière, fermées en 1922) créées par son ancêtre Pierre Brisou en 1822. L'entreprise pratiqua une politique sociale paternaliste (lotissement d'immeubles ouvriers, association sportive, société de musique, cantine, ..) assez généreuse. On trouve encore des plaques d'égout sur les trottoirs et des gouttières estampillées Brisou à Rennes. La fonderie a employé jusqu'à 400 personnes en 1977 , mais n'en emploie plus que 53 l'année suivante en raison d'une restructuration après faillite ; elle a fermé en 2003, mais elle existait depuis près d'un siècle à côté de la gare.

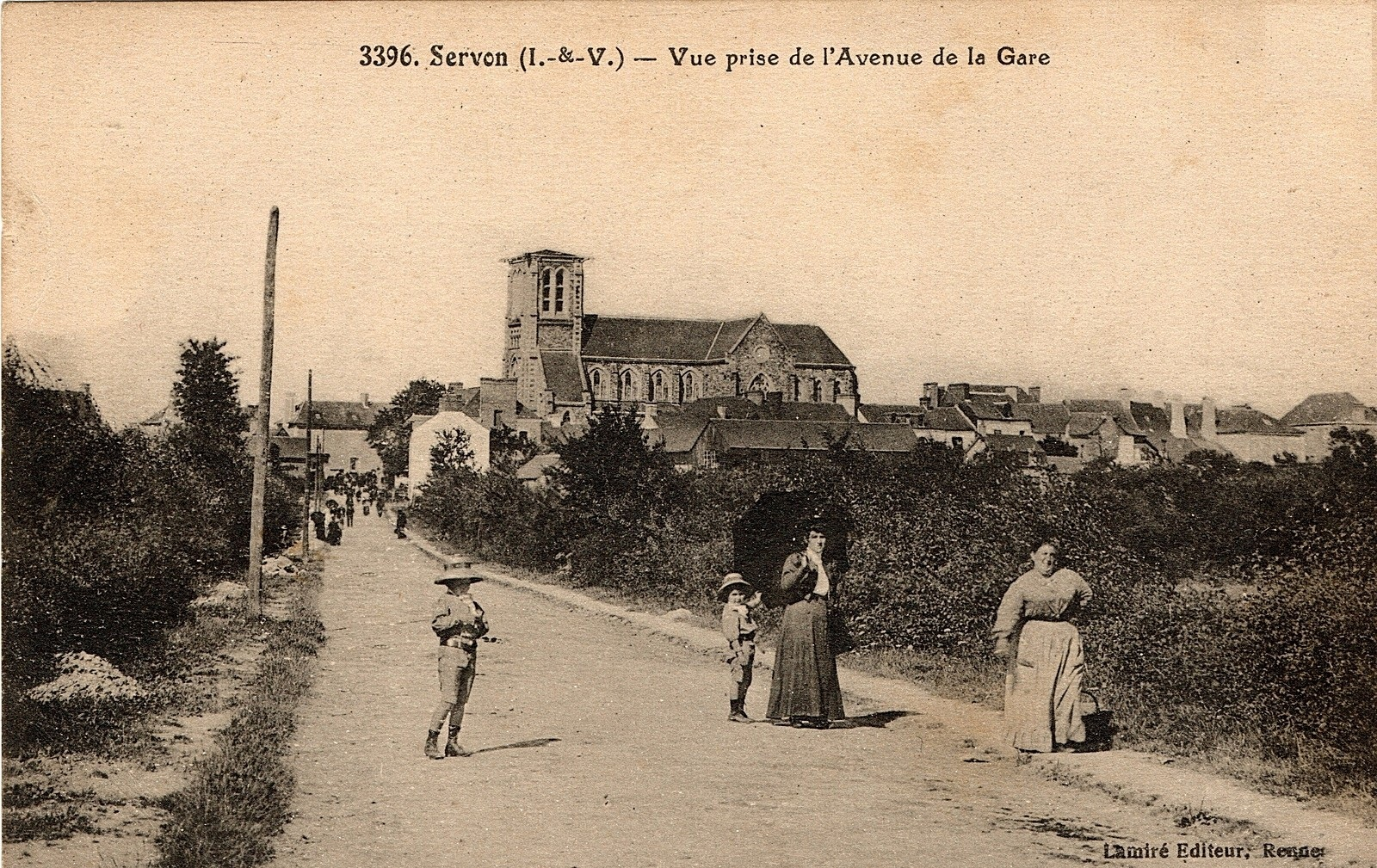
Le bourg vu de l'avenue de la Gare au début du XXe siècle (carte postale).
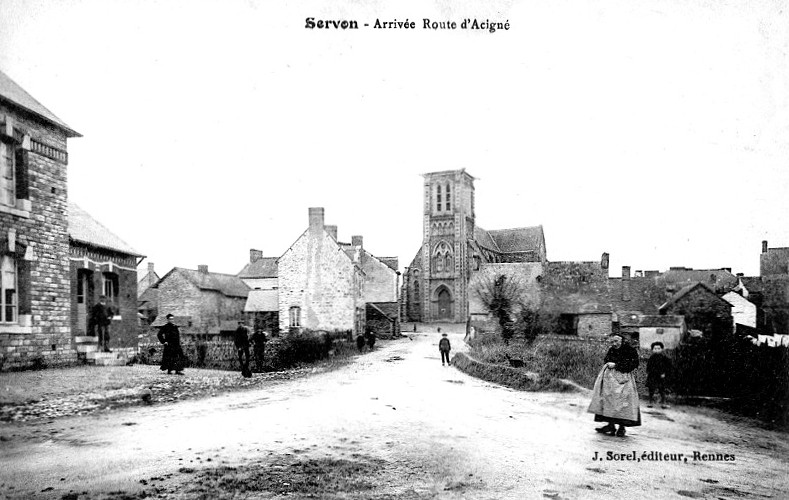
L'arrivée par la route d'Acigné au début du XXe siècle (carte postale).
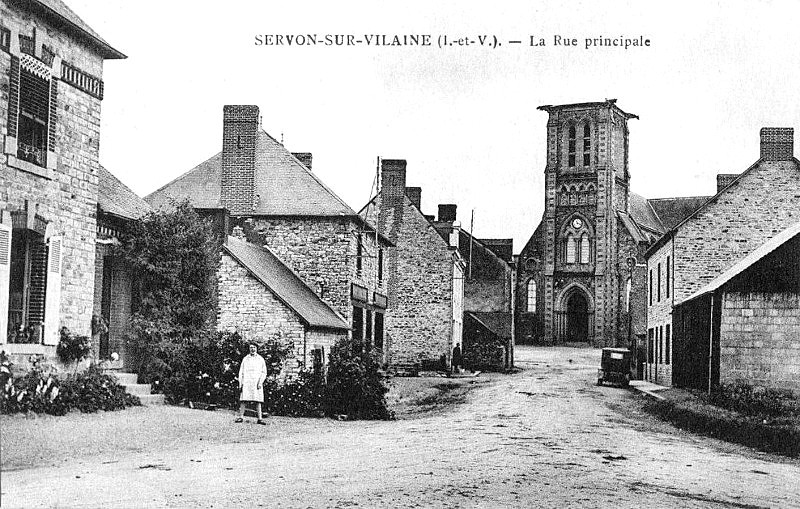
La rue principale au début du XXe siècle (carte postale).
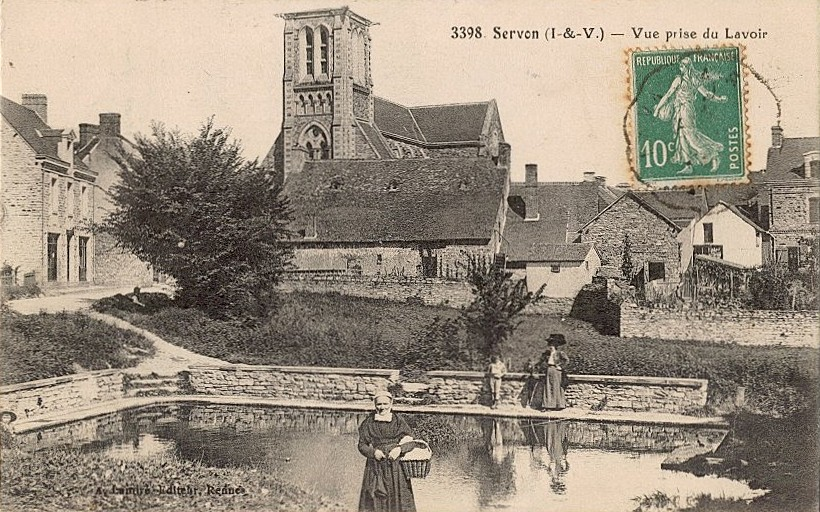
Église et lavoir au début du XXe siècle (carte postale).
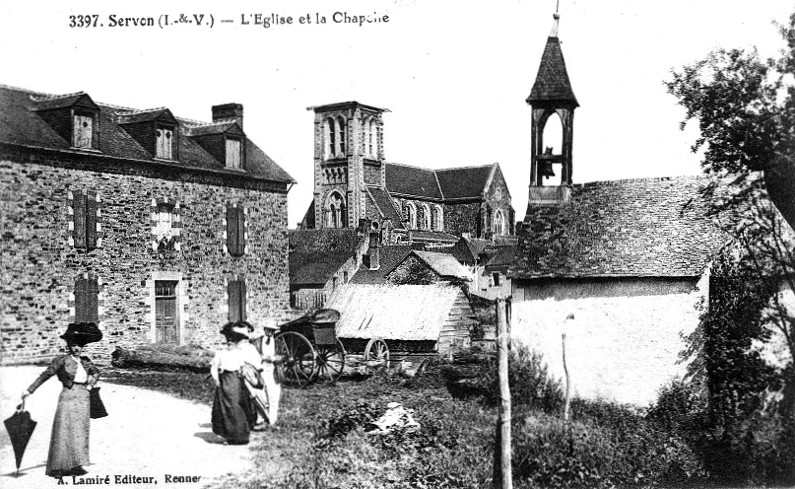
Église et chapelle au début du XXe siècle (carte postale).
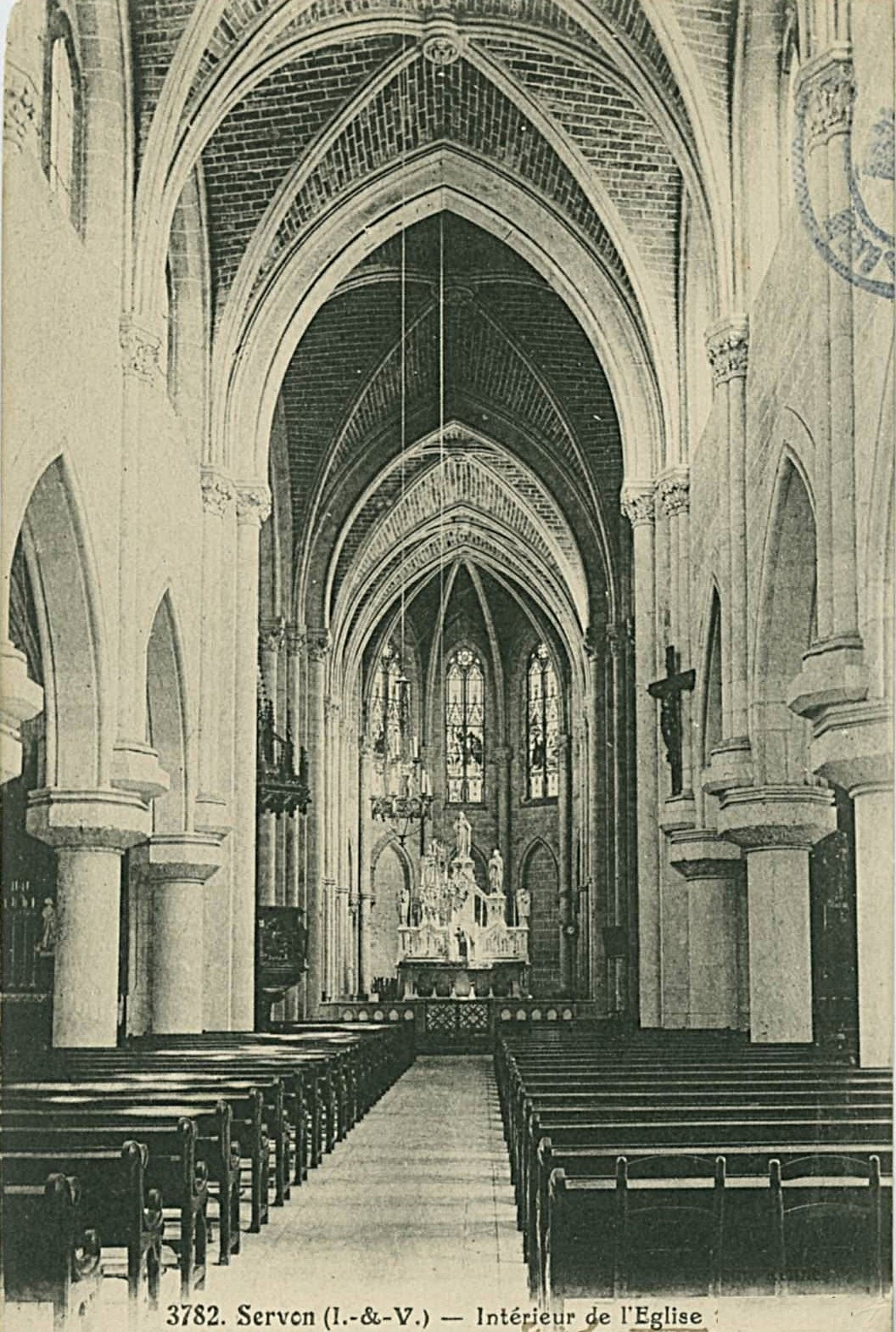
Vue intérieure de l'église paroissiale au début du XXe siècle (carte postale).
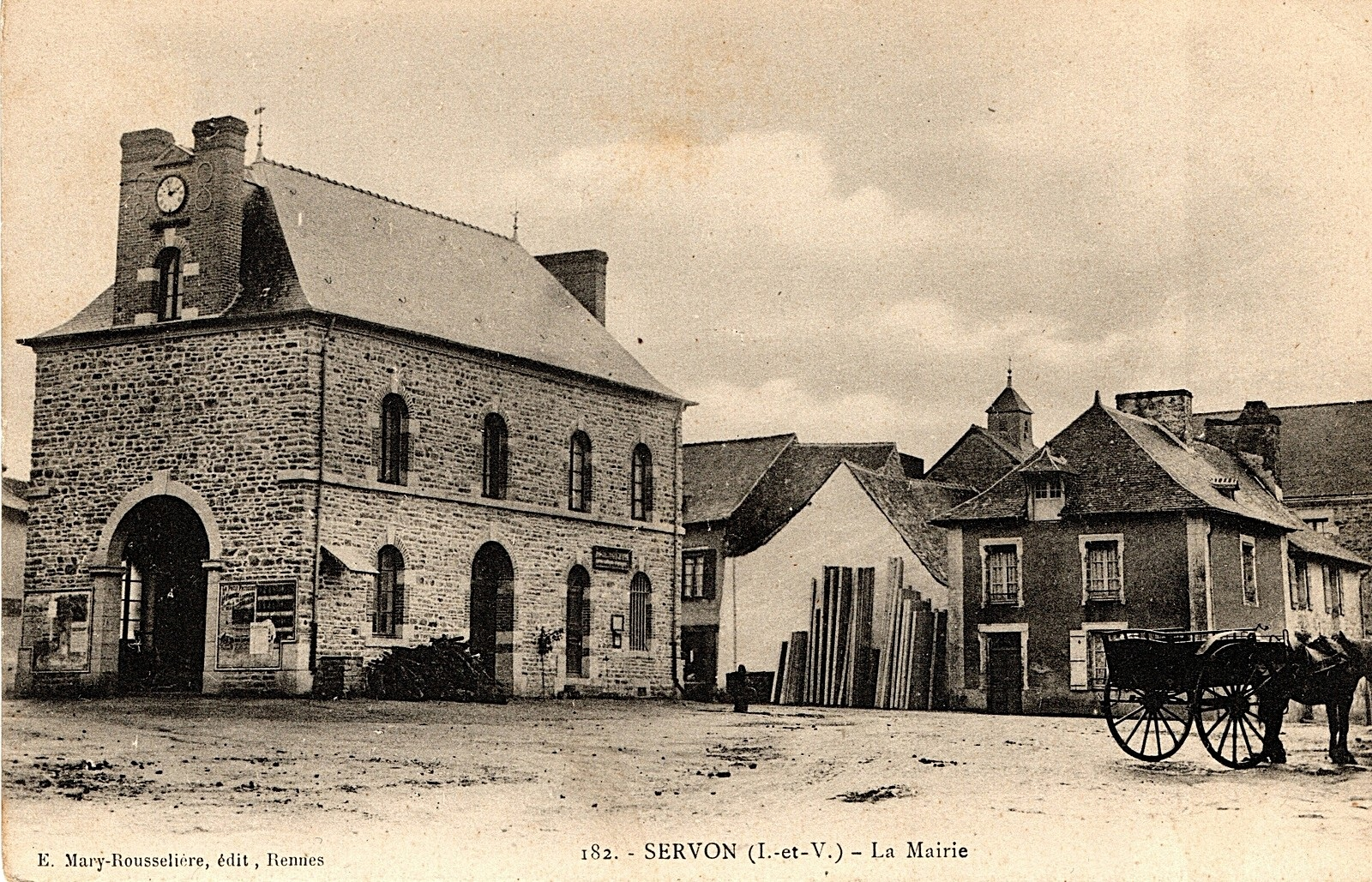
La mairie au début du XXe siècle (carte postale).
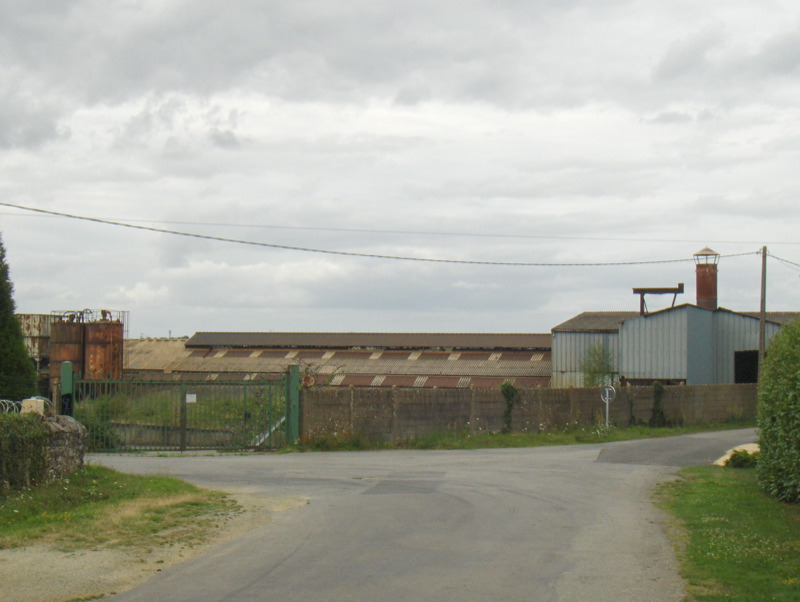
L'ancienne fonderie Brisou.

#### La Première Guerre mondiale
Une plaque commémorative près du monument aux morts de Servon-sur-Vilaine porte les noms de 57 soldats morts pour la France pendant la Première Guerre mondiale ; parmi eux 4 sont morts en Belgique (Pierre Goupil et Joseph Poulain dès le 22 août 1914 à Rossignol ; Adolphe Moquet à Machelen[Lequel ?] le 24 octobre 1914 et Eugéne Cadiou à Ardoye le 17 octobre 1918) ; deux ont été tués à l'ennemi dans les Balkans en 1917 (Pierre Lebreton en Serbie et Jean Maillard dans l'actuelle Macédoine du Nord) ; tous les autres (à l'exception peut-être de trois pour lesquels le lieu ee leur décès n'est pas précisé) sont morts sur le sol français (dont Louis Cordon, sous-lieutenant au 2e régiment d'infanterie coloniale, mort des suites de ses blessures dans l'ambulance le 22 novembre 1914 à Sainte-Menehould (Marne), décoré de la Légion d'honneur, de la Médaille militaire et de la Croix de guerre ; trois ont été  décorés de la Croix de guerre (Louis Monnier, tué le 29 décembre 1915 à Perthes-lès-Hurlus (Marne), Théodore Coquelin, tué le 22 mai 1926 à Vaudesincourt (Marne) et Jean Marion, tué le 20 juillet 1918 à Mesgrigny (Aube)

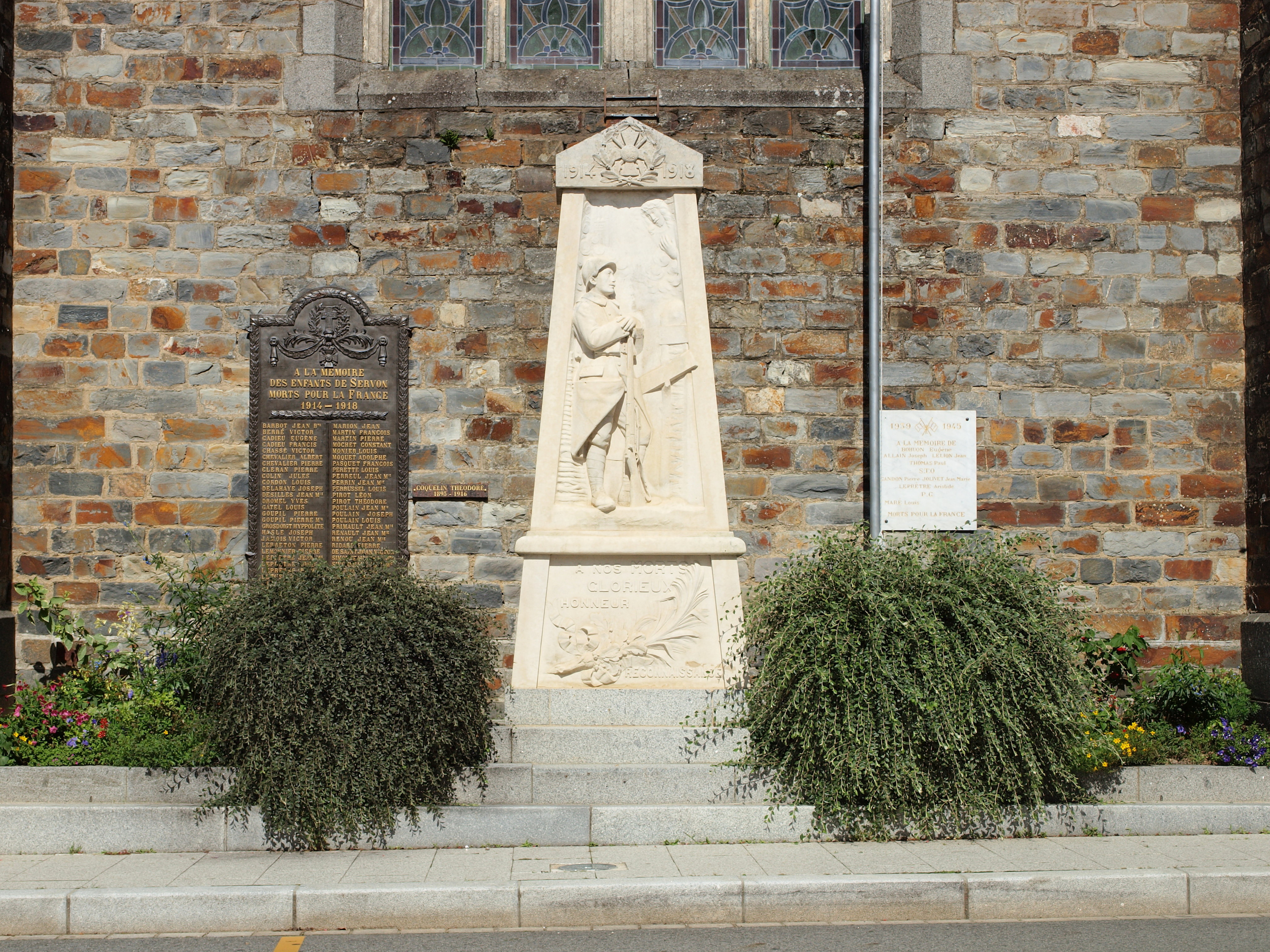
Le monument aux morts de Servon-sur-Vilaine.
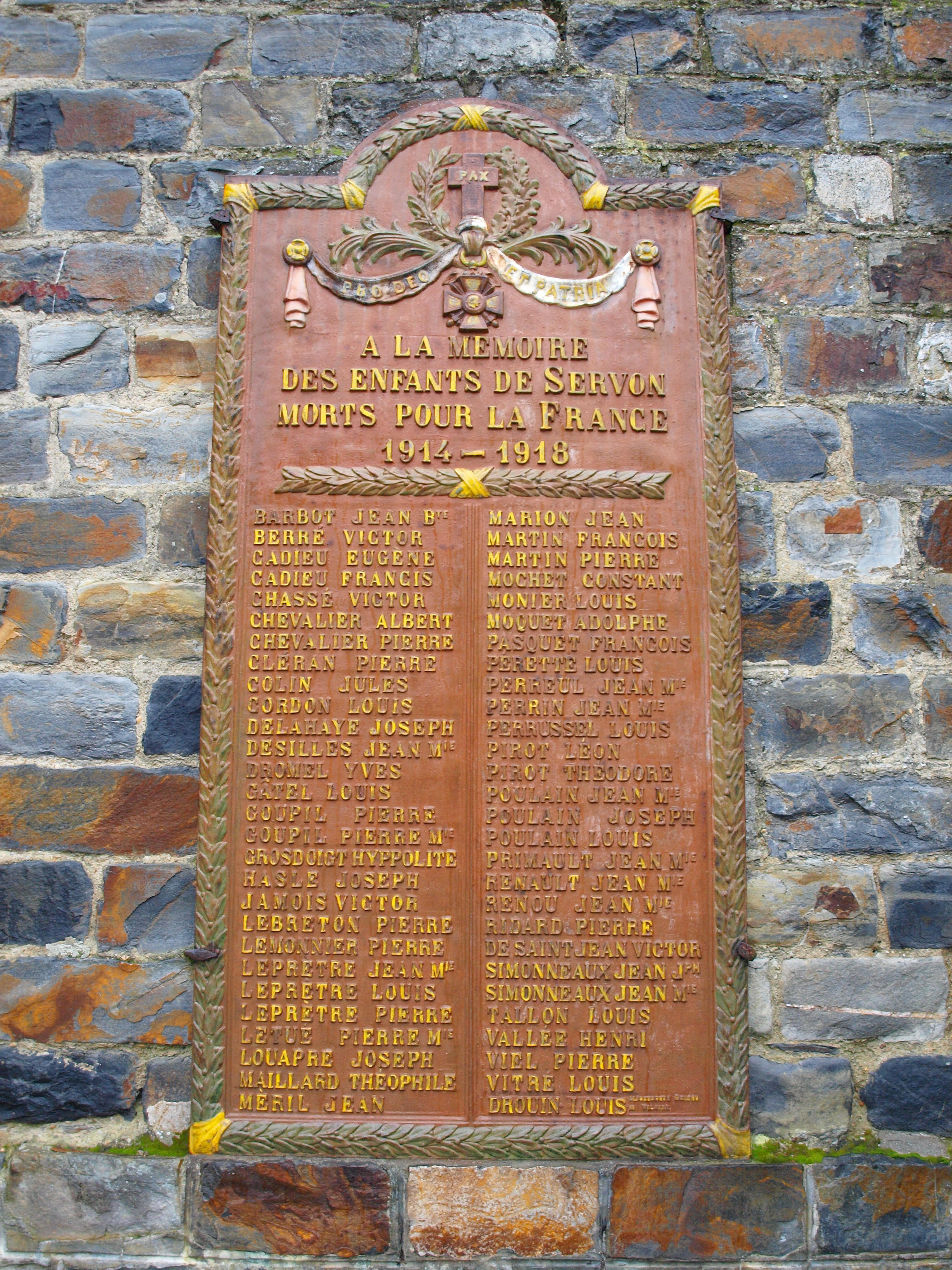
Plaque commémorative du monument aux morts.
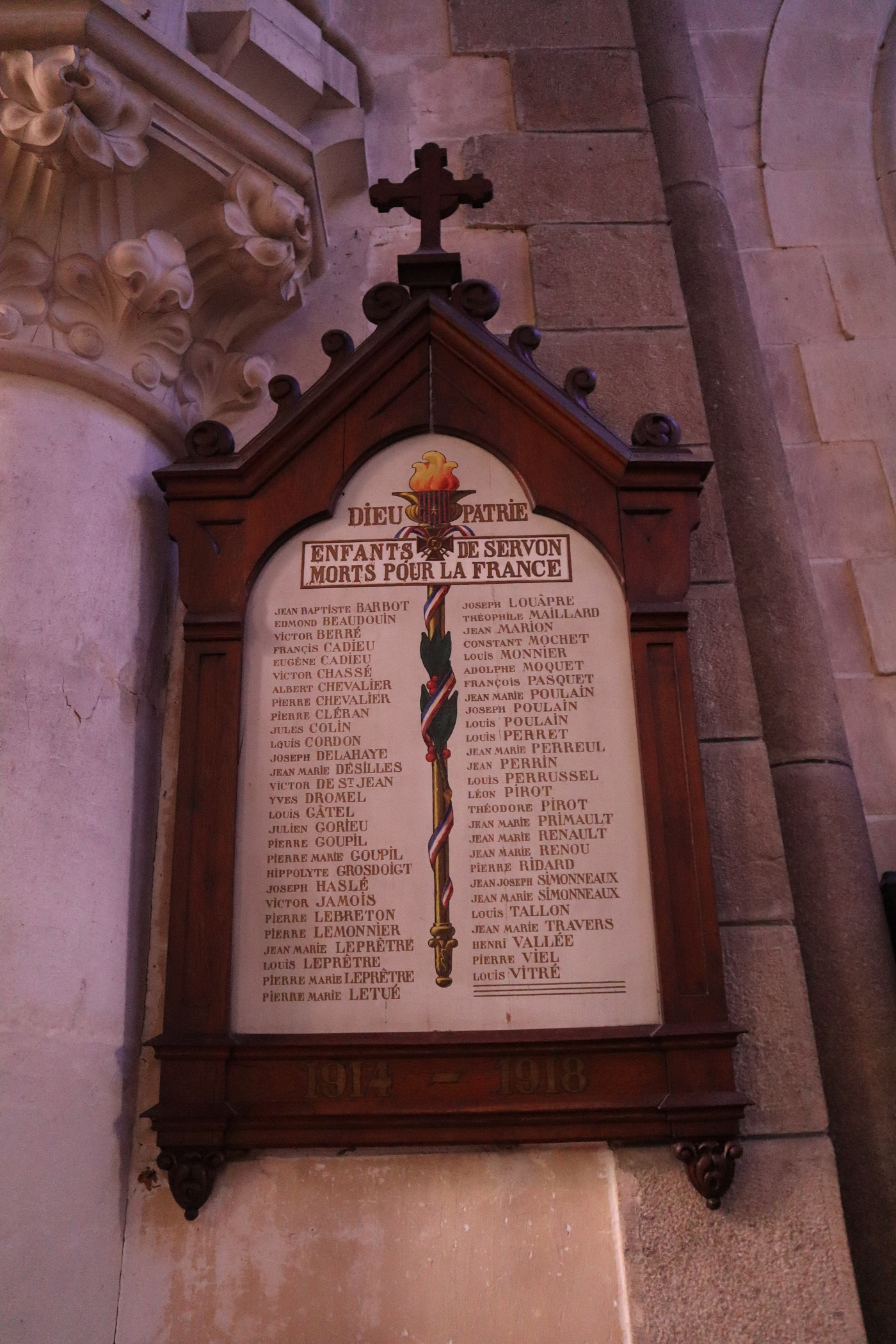
Plaque commémorative des morts de la Première Guerre mondiale dans l'église paroissiale.

#### L'Entre-deux-guerres

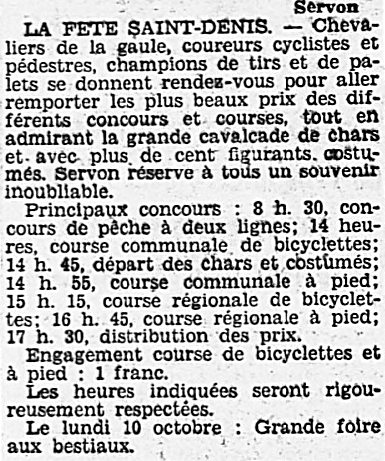
Servon-sur-Vilaine ː le programme de la "Fête Saint-Denis" d'octobre 1932 (journal L'Ouest-Éclair du 9 octobre 1932).

Le monument aux morts, dû au sculpteur Joseph Tardivel, est inauguré le 10 septembre 1922 ; en granite et calcaire, il a la forme d'un obélisque surmonté de la statue d'un poilu, avec, au-dessus, des représentations du Christ et de l'église paroissiale. Il était initialement entouré d'une grille, avant d'être plaqué contre le mur de l'église paroissiale par la suite.
Une "fête Saint-Denis" , avec notamment des concours de pêche dans la Vilaine, était organisée chaque année dans la décennie 1920.
Un club de football existait déjà à Servon-sur-Vilaine en 1932. D'autres articles prouvent son l'existence de la "Société sportive servonnaise" déjà en 1927 avec au moins deux sections : football et tir, et même déjà en 1924. Le patronage Saint-Martin eut aussi son club de football, notamment pendant la Seconde Guerre mondiale. Il existait aussi une société de musique des "Fondeurs de Servon-Sérigné".
Le moulin du Gué de Servon est détruit par un incendie allumé par le propriétaire, Constant Ligé, forcé par décision de justice de quitter les lieux le 16 décembre 1936.

#### La Seconde Guerre mondiale
Une plaque commémorative près du monument aux morts de Servon-sur-Vilaine porte les noms de 8 personnes mortes pour la France pendant la Seconde Guerre mondiale ; parmi elles Louis Maré, soldat du 111e régiment d'infanterie, est mort le 4 mars 1945 au Danemark ; Pierre Gandon, Jean Marie Jolivet et Aristide Leprêtre sont morts alors qu'ils étaient prisonniers de guerre en Allemagne ; Eugène Bohuon, Joseph Allain, Jean Lelion et Paul Thomas, requis du STO, sont aussi morts en Allemagne.

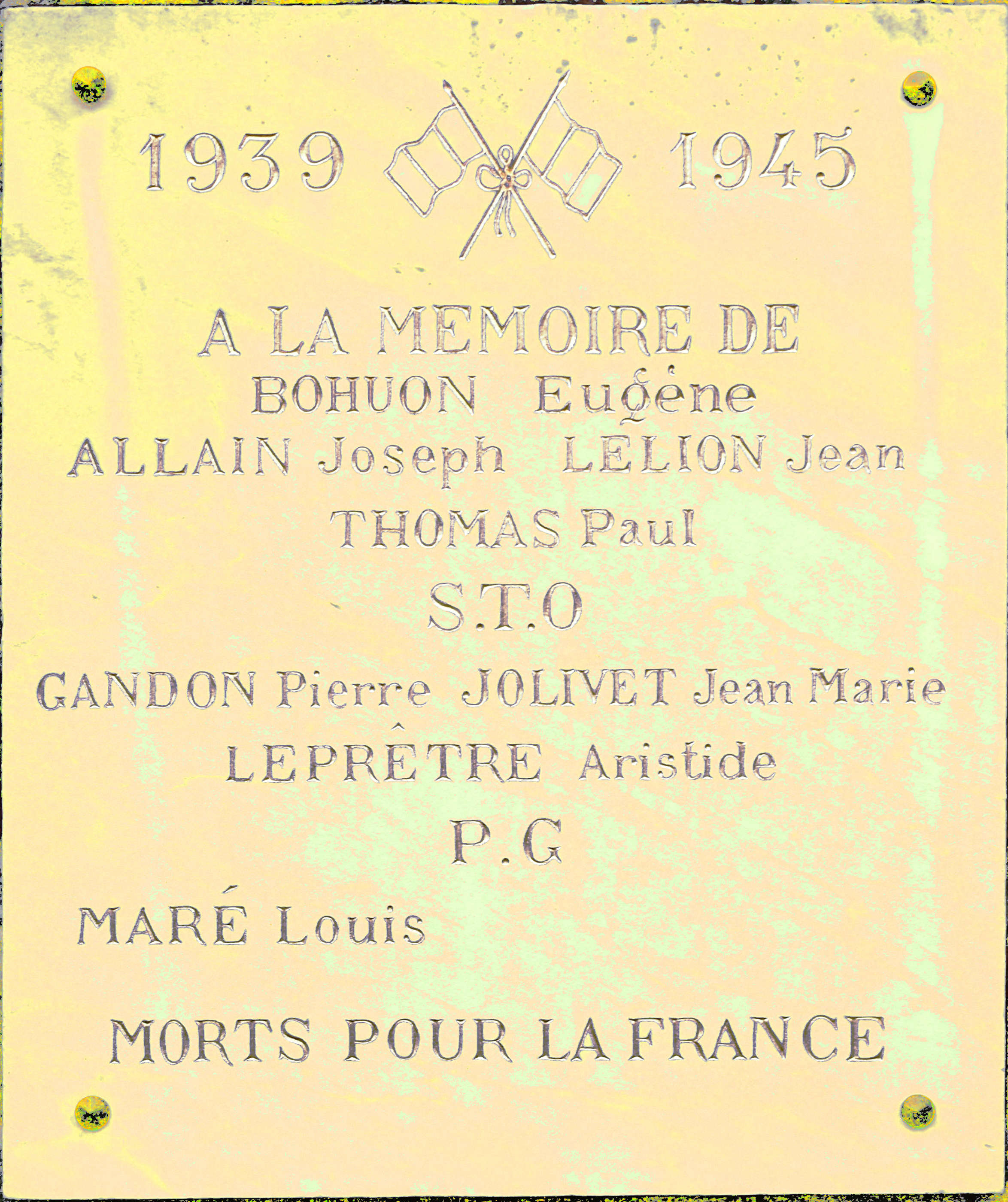
Plaque commémorative des morts de la Seconde Guerre mondiale apposée sur le monument aux morts.

Une autre plaque commémorative, apposée à la gare, porte les noms de deux cheminots tués pendant la Seconde Guerre mondiale : Christian Bernon, cheminot à Servon, soldat du Régiment de marche du Tchad, tué à l'ennemi le 2 décembre 1944 à Herbsheim (Bas-Rhin) et Roger Bertrand, victime civile tué lors d'un mitraillage sur la voie ferrée entre les gares de Servon-sur-Vilaine et Noyal-Acigné le 16 août 1943.
Émile Guiheux, soldat du 270e régiment d'infanterie, mort pour la France le 29 mai 1940 à Pervyse (Belgique), n'est pas inscrit sur les plaques commémoratives du monument aux morts de la commune, mais a été inhumé le 20 février 1941 à Servon-sur-Vilaine.
Des enfants de l'école Saint-Joseph des Sacrés-Cœurs de Rennes (école bombardée en mars 1943) étaient repliés à Servon-sur-Vilaine en 1943-1944

### LeXXIesiècle
Le passage à niveau de la D 101 sur la ligne ferroviaire de Paris-Montparnasse à Brest a été supprimé en 2014, remlacé par un pont.

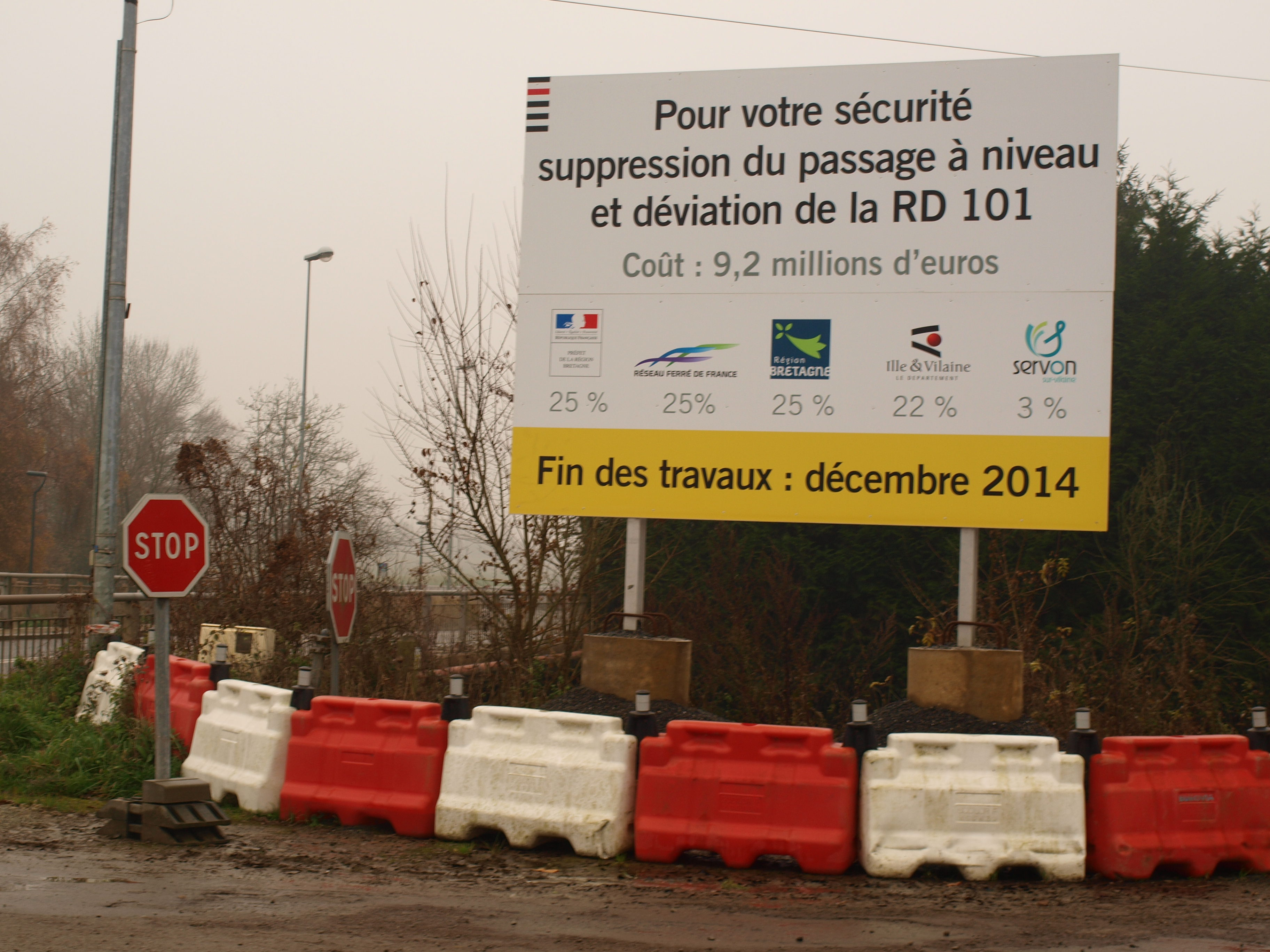
Panneau annonçant les travaux de suppression du passage à niveau.

## Politique et administration

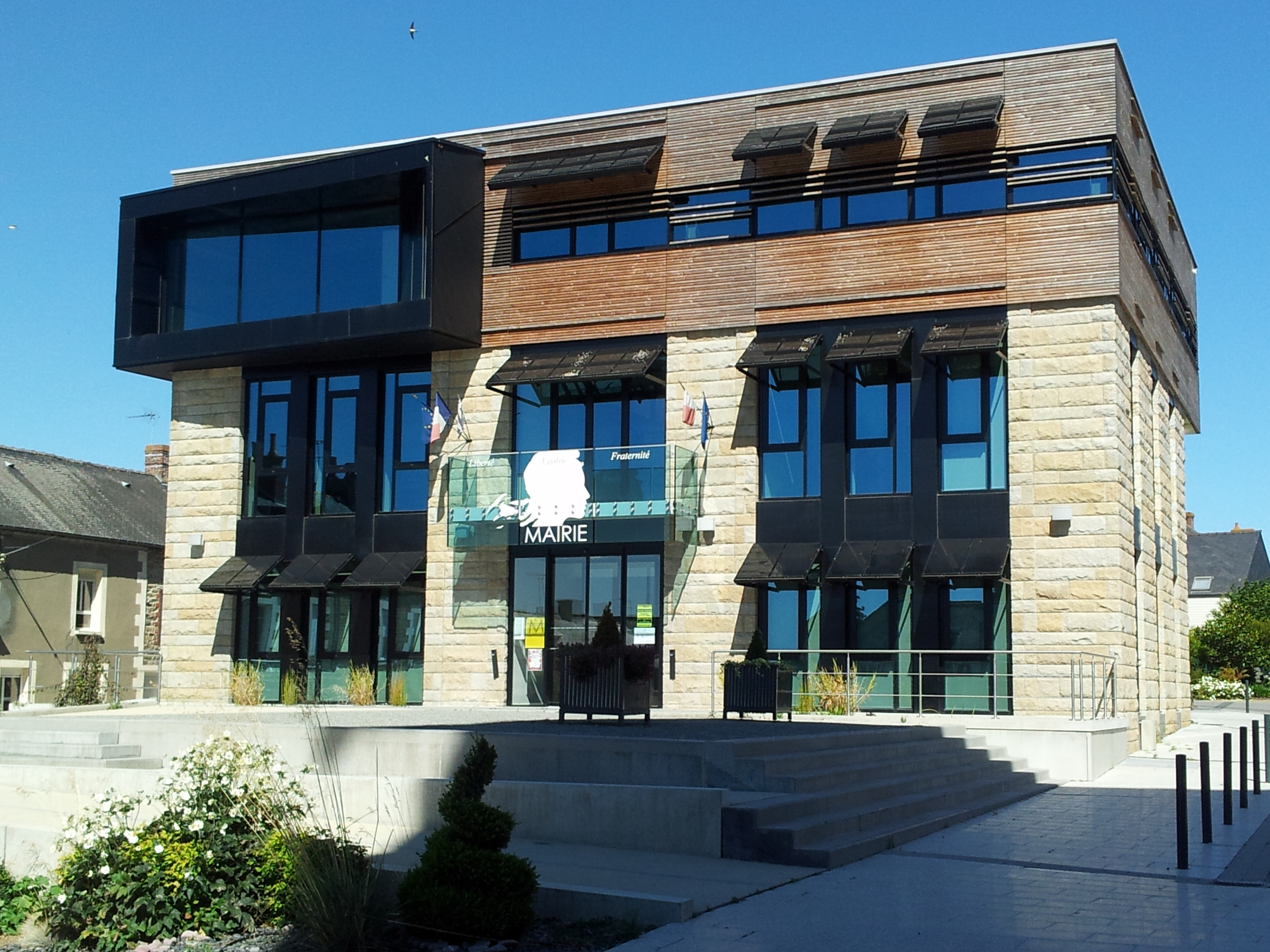
La mairie.

### Liste des maires
| Période                                  | Période          | Identité           | Étiquette    | Qualité |
| ---------------------------------------- | ---------------- | ------------------ | ------------ | --- |
| 1793                                     | 1794             | Cyr Lodin          |              | Officier public.                                                                                              |
| 1795                                     | 1797             | Pierre Briand      |              | Agent municipal.                                                                                              |
| 1798                                     | 1799             | Julien Vissault    |              | Président de l'administration municipale.                                                                     |
| 1799                                     | 1815             | Pierre Durocher    |              | Maître en chirurgie.                                                                                          |
| 1816                                     | 1832             | Paul Gaudiche      |              | Notaire. |
| 1833                                     | 1845             | Julien Gorieu      |              | Laboureur. |
| 1845                                     | 1877             | Théodore Gaudiche  |              | Notaire. Fils de Paul Gaudiche, maire avant 1832.                                                             |
| 1877                                     | 1882             | Jean Marie Gorieu  |              | Clerc de notaire.                                                                                             |
| 1882                                     | 1893             | Joseph Paty        |              | Propriétaire.                                                                                                 |
| 1893                                     | 1896             | Louis Tallon       |              | |
| 1897                                     | 1899             | Victor Bricet      |              | Cultivateur.                                                                                                  |
| 1899                                     | 1906             | Pierre Pannetier   |              | Cultivateur.                                                                                                  |
| 1906                                     | 1906             | Louis Vitré        |              | Cultivateur.                                                                                                  |
| 1906                                     | mai 1929 (décès) | Joseph Bricet      |              | Cultivateur.                                                                                                  |
| 1929                                     | 1932             | Pierre Guyot       |              | Maréchal-ferrant.                                                                                             |
| 1932                                     | 1936             | Charles Brisou     |              | Industriel |
| 1936                                     | après 1943       | Charles Brisou     |              | Maître fondeur. Fils de Charles Brisou, maire précédent.                                                      |
|                                          |                  |                    |              | |
| 1952                                     | 26 mars 1965     | Victor Louâpre     |              | Cultivateur.                                                                                                  |
| 26 mars 1965                             | mars 1977        | Louis Tallon       |              | Boulanger-pâtissier. Petit-fils de Louis Tallon, maire entre 1893 et 1896.                                    |
| mars 1977                                | mars 1983        | Jean Lebreton      |              | Entrepreneur en chaudronnerie menuiserie                                                                      |
| mars 1983                                | mars 1989        | Lucien Moreau      |              | Instituteur retraité.                                                                                         |
| mars 1989                                | 17 juin 1995     | Albert Guilleux    |              | Retraité. |
| 17 juin 1995                             | 14 mars 2008     | Marie-Claude Gatel | UDF puis UMP | Professeure des écoles retraitée, ancienne adjointe au maire Vice-présidente de la CC du Pays de Châteaugiron |
| 14 mars 2008                             | 25 mai 2020      | Joseph Jan         | DVG          | Responsable de coopérative agricole Vice-président de la CC du Pays de Châteaugiron                           |
| 25 mai 2020                              | En cours         | Melaine Morin      |              | Cadre en ingénierie retraité, ancien 1er adjoint 4e vice-président du Pays de Châteaugiron Communauté         |
| Les données manquantes sont à compléter. |                  |                    |              | |

### Enseignement
Il existe deux écoles à Servon. La plus ancienne est l'école privée maternelle et élémentaire Sainte-Marie. La seconde plus récente est le groupe scolaire public Arc-en-Ciel et Les Tilleuls.
Il existe un système de Pédibus pour emmener et ramener les enfants à l'école à pied.
Les élèves de Servon sont rattachés aux collèges de Châteaubourg et aux lycées de Cesson-Sévigné ou de Vitré. La desserte se fait par bus ou par train.

## Démographie
L'évolution du nombre d'habitants est connue à travers les recensements de la population effectués dans la commune depuis 1793. Pour les communes de moins de 10 000 habitants, une enquête de recensement portant sur toute la population est réalisée tous les cinq ans, les populations de référence des années intermédiaires étant quant à elles estimées par interpolation ou extrapolation. Pour la commune, le premier recensement exhaustif entrant dans le cadre du nouveau dispositif a été réalisé en 2004.
En 2022, la commune comptait 4 032 habitants, en évolution de +11,66 % par rapport à 2016 (Ille-et-Vilaine : +5,46 %, France hors Mayotte : +2,11 %).
| 1793  | 1800  | 1806  | 1821  | 1831  | 1836  | 1841  | 1846  | 1851  |
| ----- | ----- | ----- | ----- | ----- | ----- | ----- | ----- | ----- |
| 1 102 | 1 154 | 1 122 | 1 093 | 1 079 | 1 181 | 1 160 | 1 170 | 1 160 |

| 1856  | 1861  | 1866  | 1872  | 1876  | 1881  | 1886  | 1891  | 1896  |
| ----- | ----- | ----- | ----- | ----- | ----- | ----- | ----- | ----- |
| 1 129 | 1 122 | 1 101 | 1 406 | 1 378 | 1 322 | 1 271 | 1 258 | 1 186 |

| 1901  | 1906  | 1911  | 1921  | 1926  | 1931  | 1936  | 1946  | 1954  |
| ----- | ----- | ----- | ----- | ----- | ----- | ----- | ----- | ----- |
| 1 261 | 1 202 | 1 258 | 1 131 | 1 236 | 1 194 | 1 214 | 1 293 | 1 301 |

| 1962  | 1968  | 1975  | 1982  | 1990  | 1999  | 2004  | 2006  | 2009  |
| ----- | ----- | ----- | ----- | ----- | ----- | ----- | ----- | ----- |
| 1 311 | 1 284 | 1 503 | 1 995 | 2 494 | 2 916 | 3 253 | 3 341 | 3 527 |

| 2014  | 2019  | 2022  | - | - | - | - | - | - |
| ----- | ----- | ----- | - | - | - | - | - | - |
| 3 555 | 3 804 | 4 032 | - | - | - | - | - | - |

## Lieux et monuments
Le patrimoine de Servon-sur-Vilaine se compose essentiellement de monuments historiques et religieux (château, église, chapelles, oratoires, croix, anciens moulins à eau) que vient souligner un important patrimoine vert (espace rural, site naturel de Pas Davy, la Vilaine, bois et bocages).
L'église Saint-Martin-de-Tours, dédiée à saint Martin, en forme de croix latine et de style néo-gothique construite de 1880 à 1885 par l'architecte Aristide Folie ; elle a un clocher-porche en façade. Censée être l'église paroissiale la plus haute d'Ille-et-Vilaine, sa flèche n'a jamais pu être construite faute de moyens financiers. Ce qui lui donne son caractère un peu « Notre-Dame à une tour ». Son mobilier a été conçu par Arthur Regnault. Les vitraux de l'église, dus à Claudius Lavergne et à son fils, sont classés et bénéficient parfois d'un éclairage de l'intérieur.

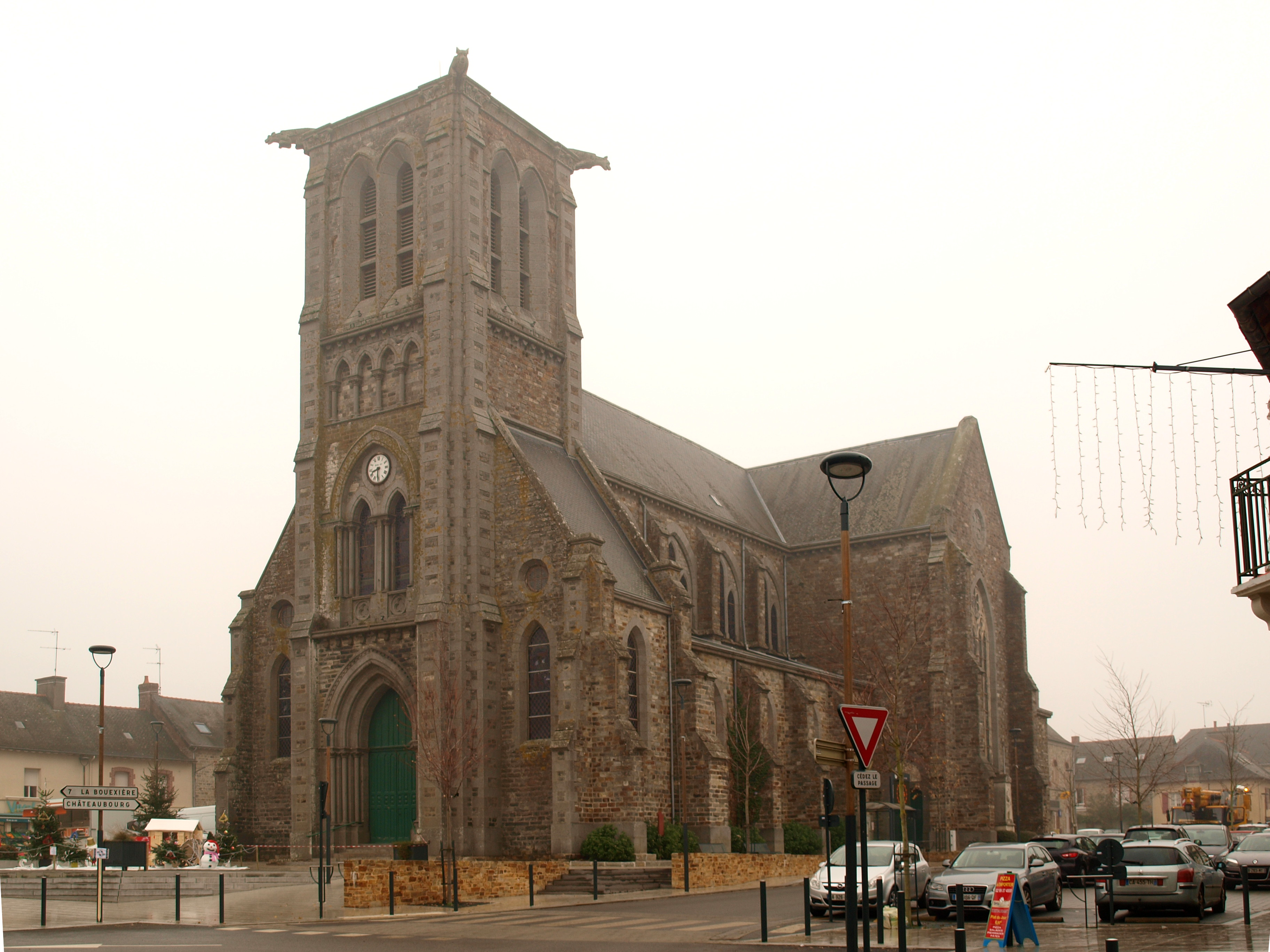
Vue générale.
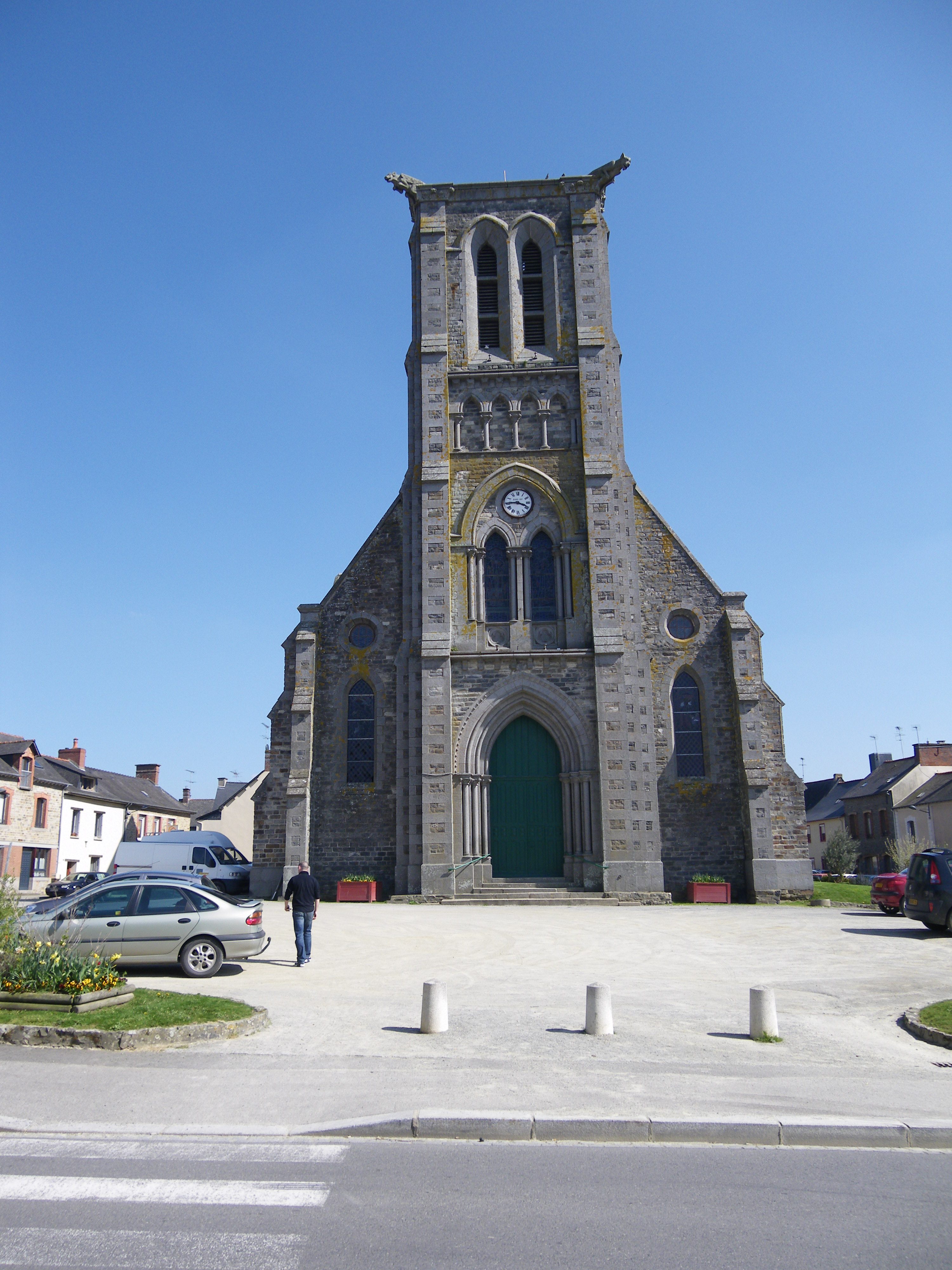
La façade de l'église.
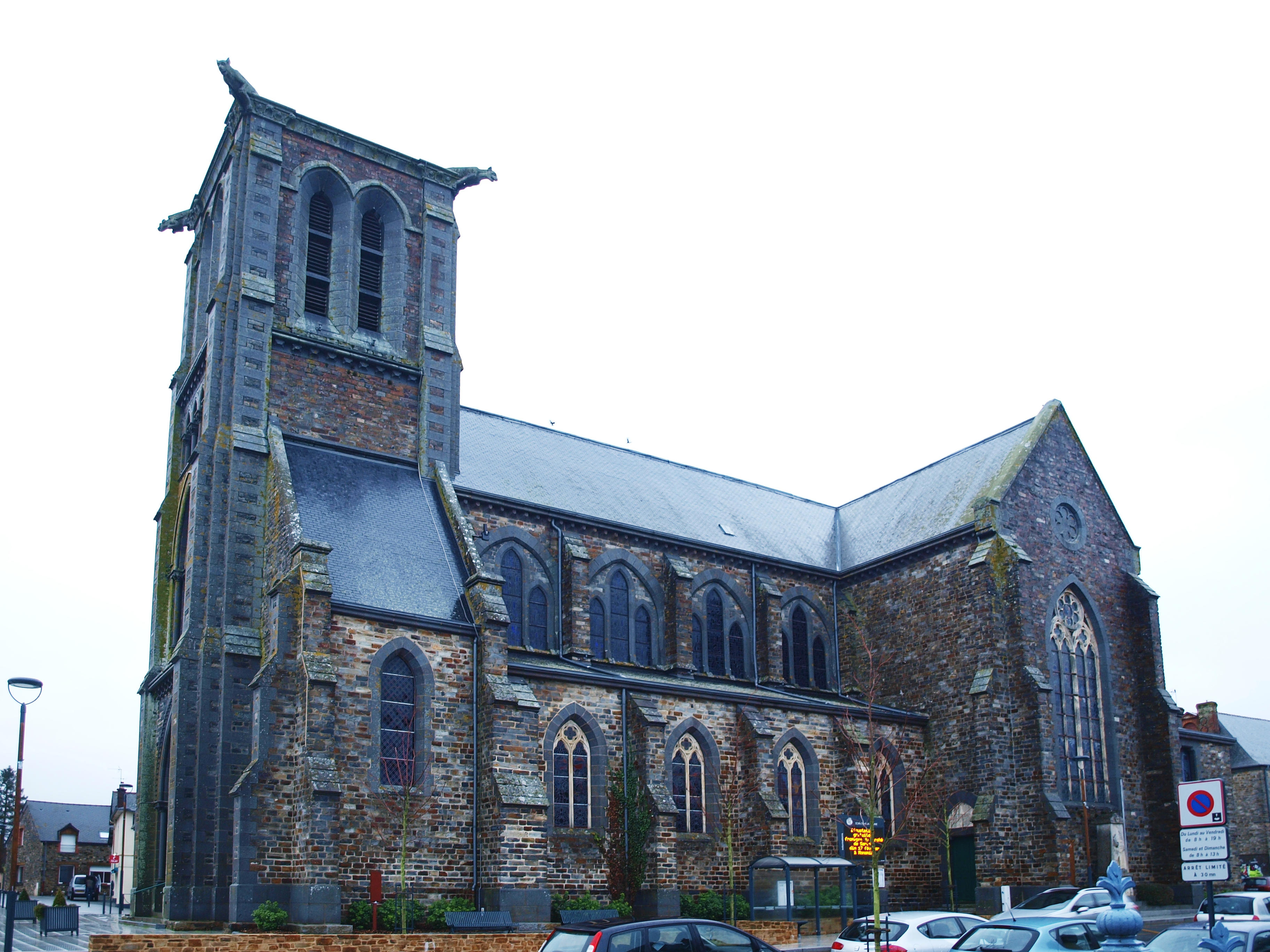
L'église vue depuis l'un de ses côtés.
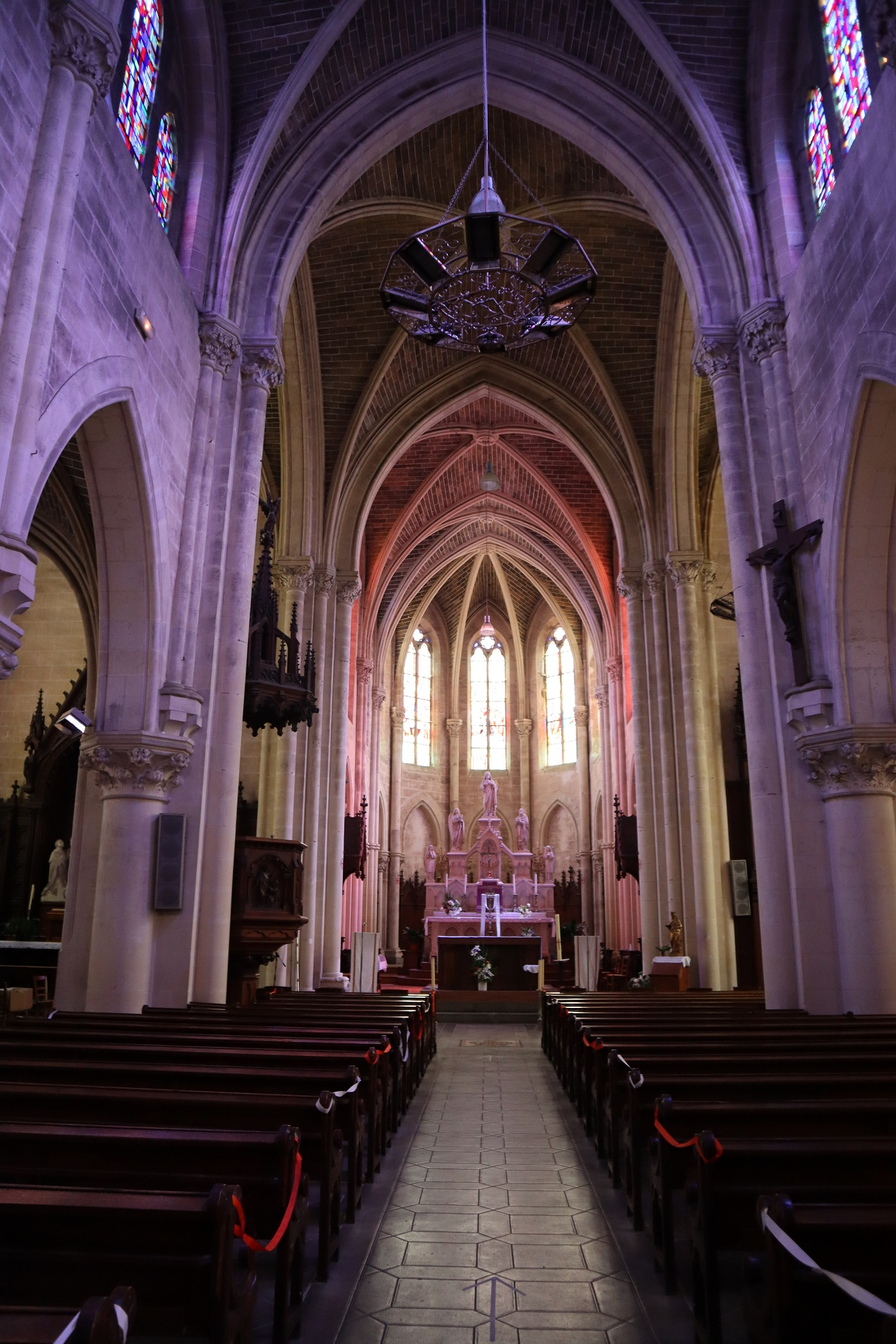
Vue intérieure d'ensemble.
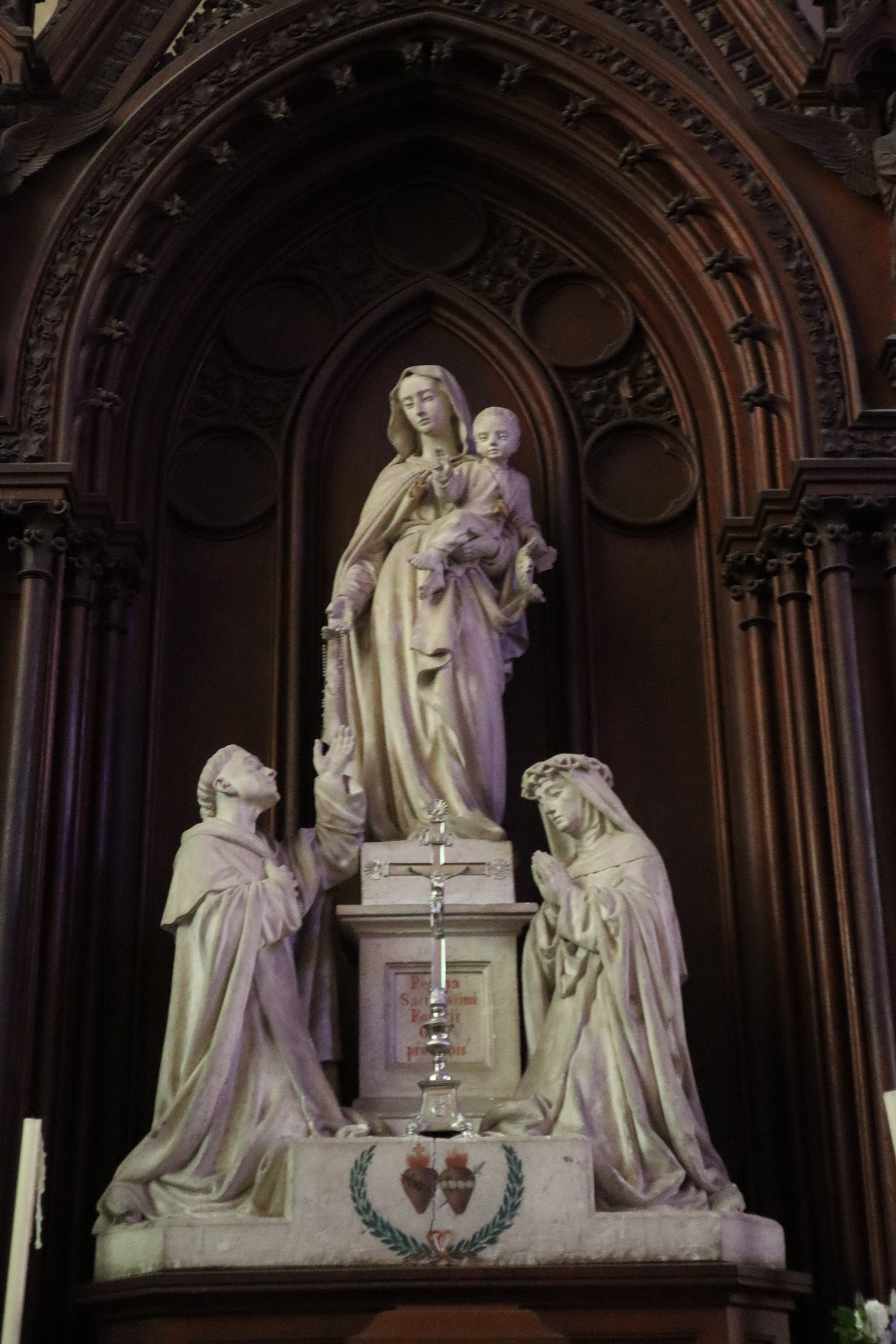
Retable du transept nord ; groupe sculpté de Jean-Marie Valentin : "Donation du Rosaire à saint Dominique et sainte Catherine de Sienne".
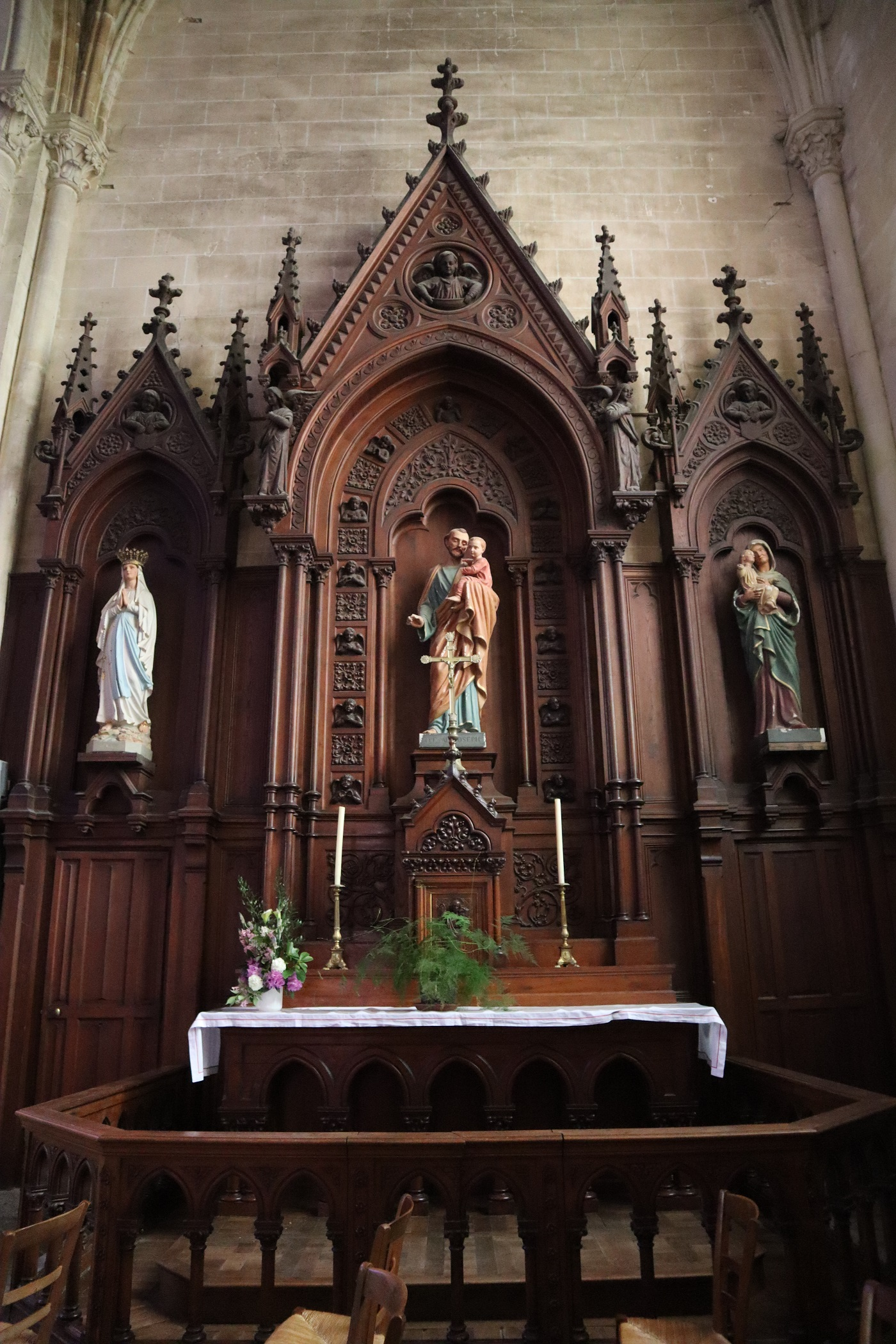
Autel et retable du transept sud.

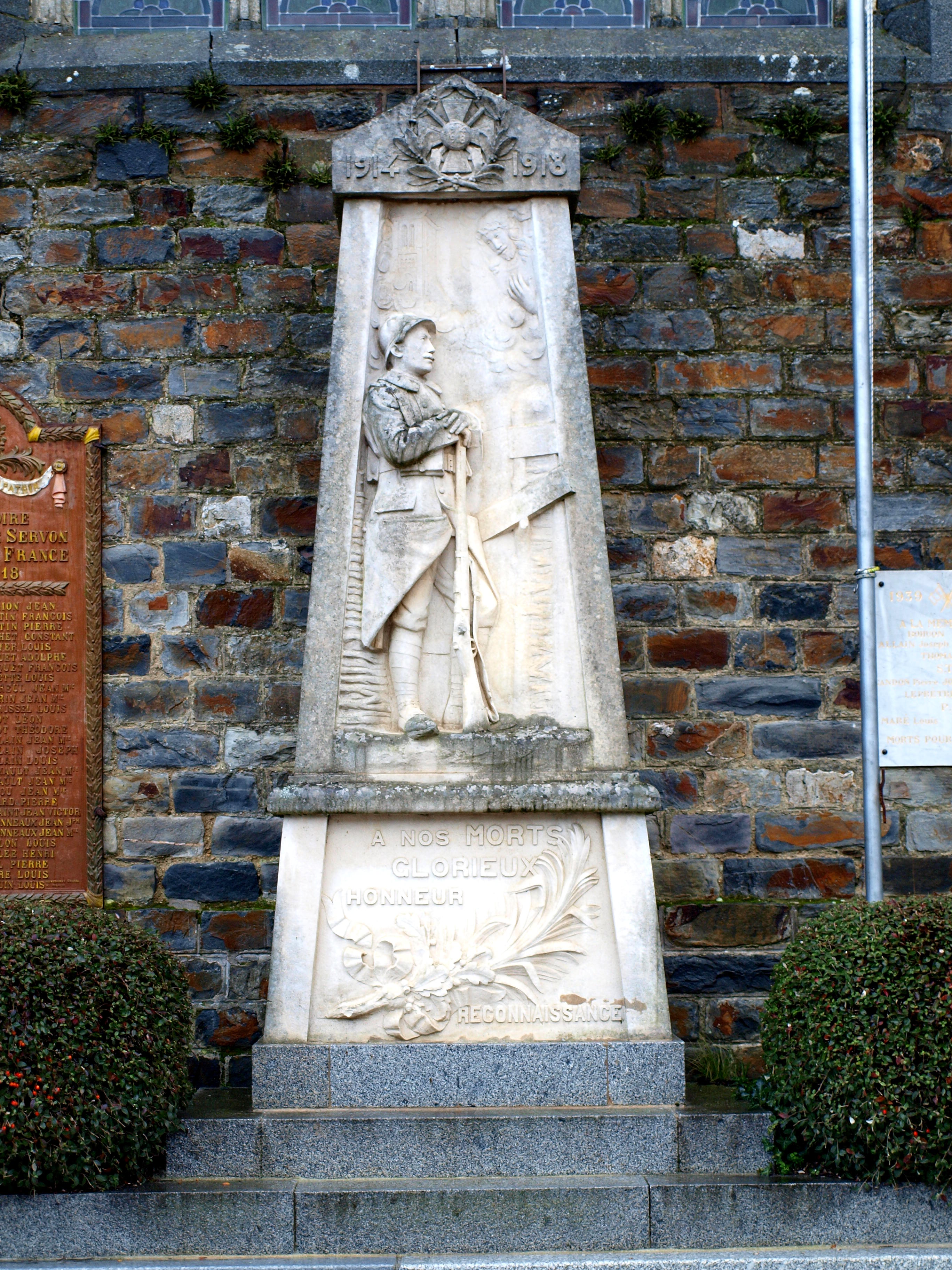
Le monument aux morts.

Le monument aux morts. C'est avec celui de Châteaugiron l'un des seuls monuments aux morts figuratifs du département. Il représente un soldat français appuyé sur son fusil à la croisée d'un chemin. Il date des années 1920 et a été déplacé maintes fois. La plaque qui l'accompagne de par son style est également très intéressante.

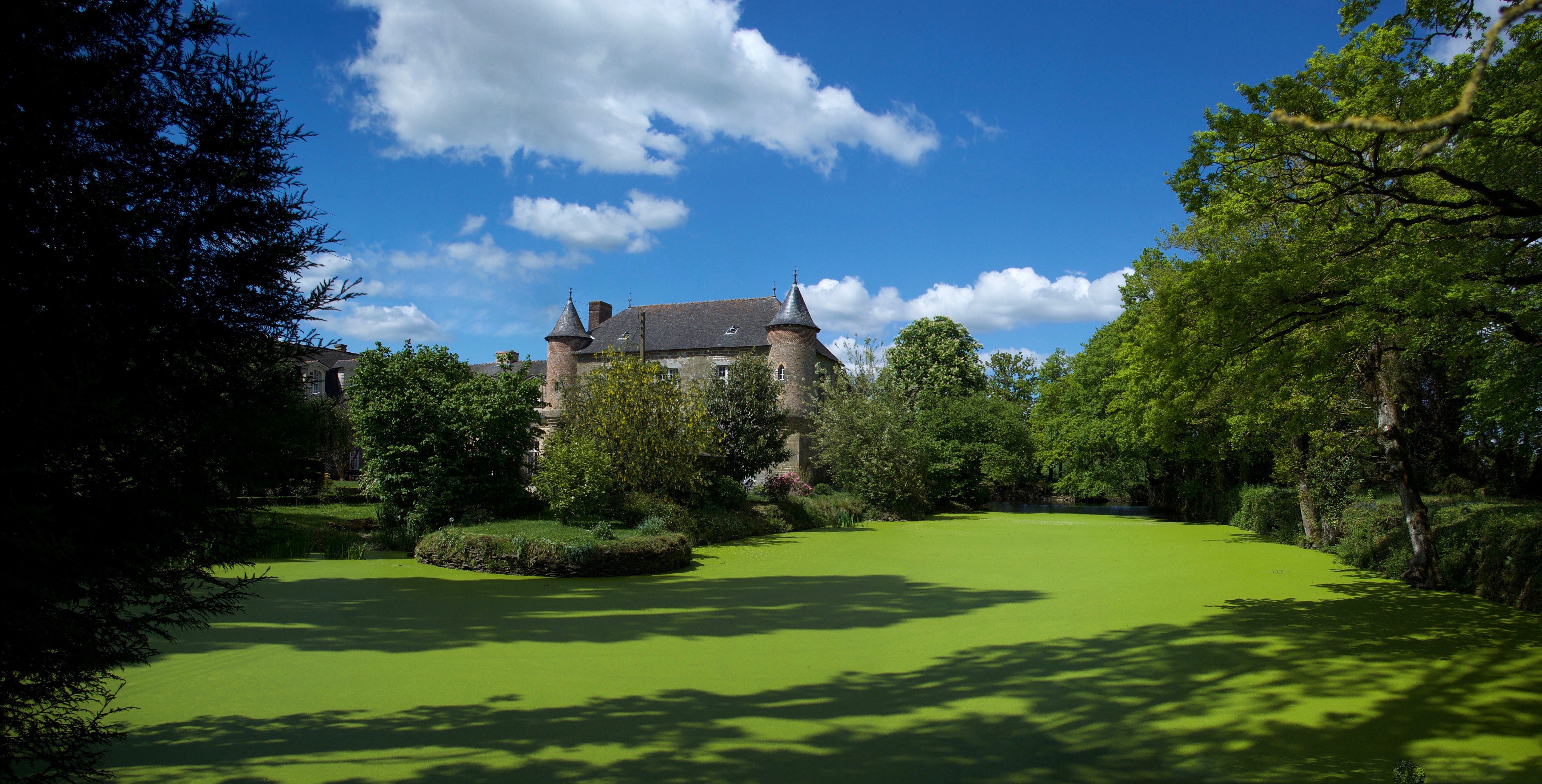
Le château du Gué.

Le château du Gué. La majeure partie du logis a été endommagée par un incendie qui lui à faire perdre sa belle toiture et un étage ainsi qu'un bâtiment accolé à l'est que l'on peut voir sur les gravures de l'époque. Le dôme de la chapelle et son campanile ont également disparu car le château avait été laissé à l'abandon. On peut toutefois voir l'allure du château à la fin du XIXe siècle sur un plan de Servon datant de la même époque affiché en mairie et une photo en noir et blanc datant du début du siècle. En face du château se trouvent les écuries datant du XVIIIe siècle. Une date sur une pierre d'entourage de porte est gravée 1784. Mis à part qu'il fut aux XVIIe et XVIIIe siècles propriété de la famille De Marbeuf très influente à Rennes, le château est également lieu de certaines légendes comme celle de cette madame Courteille qui y serait morte et hantait le curé du coin. Au château eut également lieu en 1677 le mariage des parents de celui qui fondera en 1709 à Paris la congrégation du Saint-Esprit : Claude Poullart.

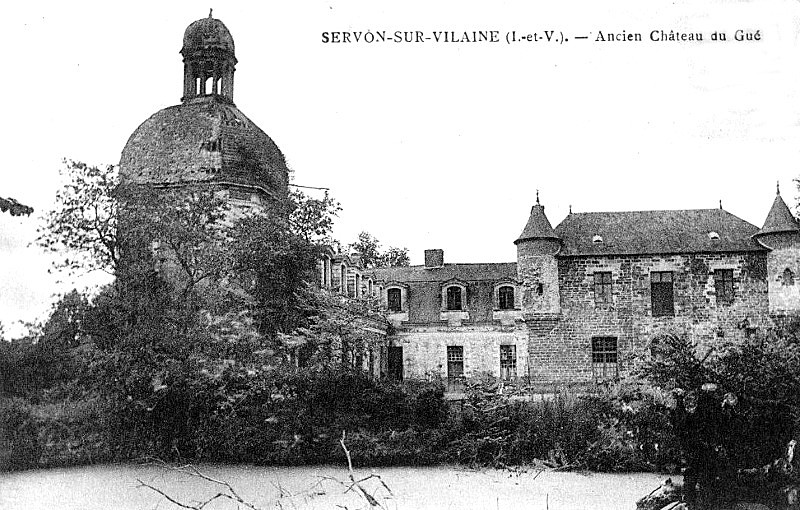
Servon-sur-Vilaine ː le château du Gué au début du XX (carte postale).

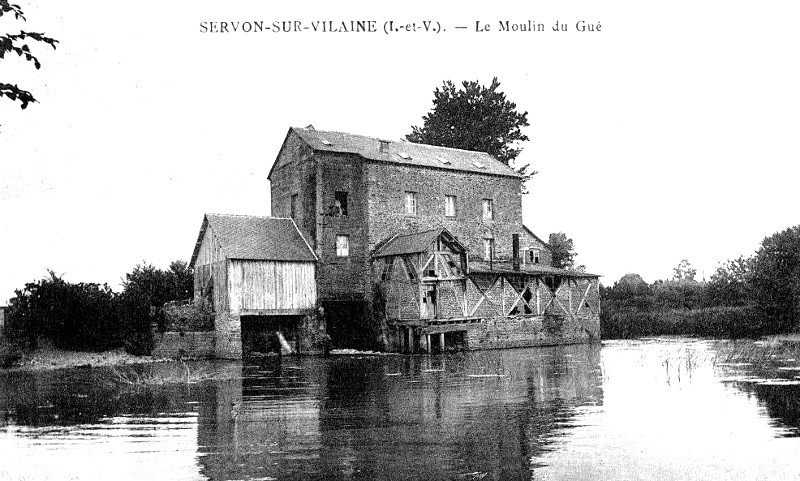
Le moulin du Gué au début du XXe siècle (carte postale).

Le moulin du Gué (ruines) non loin du château. Ancien moulin seigneurial dont il ne reste que le logis du meunier (propriété privée) et l'ancien bâtiment dix-neuvième du moulin qui d'après la légende locale aurait été incendié dans la décennie 1940 à cause d'une querelle d'héritage en lien avec le moulin jumeau de Brécé.
La chapelle Notre-Dame-de-la-Délivrance, dite aussi "Notre-Dame-de-l'Etang" ou "Notre-Dame-des-Victoires" est une ancienne chapelle frairienne remaniée en 1667 et restaurée en 1928. La chapelle a conservé un patrimoine mobilier. Appelée aussi chapelle de l'Étang , elle se trouve près de l'ancien lavoir. Elle a été construite par les seigneurs de Servon au retour des croisades. À côté se trouvait un petit étang, d'où son nom. Le clocheton a été remanié dans un style « breton », mais la cloche est d'origine. À l'intérieur se trouvent des mosaïques Odorico. Ouverte sur demande à la mairie.

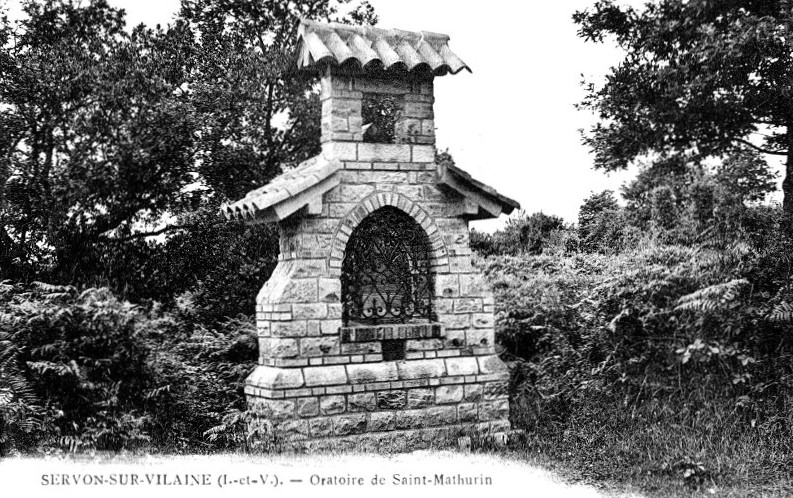
L'oratoire de Saint-Mathurin vers 1930 (carte postale).

L'oratoire Saint-Mathurin sur le chemin longeant la voie ferrée de la gare vers Pas-Davy. L'ancienne chapelle Saint-Mathurin a été détruite lors de la construction de la voie ferrée et l'oratoire en schiste et briques, couvert de tuiles, a été construit en 1923.
La forêt en face et le tracé de la voie ferrée formaient une ancienne carrière de schiste avec lequel ont été construits la plupart des bâtiments antérieurs au XIXe siècle à Servon.
Les ruines du moulin de Pas-Davy. On peut encore voir la façade en ardoise et le système de barrage avec le fond de la rivière couvert de grosses plaques d'ardoise taillées. La ruine du moulin a été restaurée par les jeunes de Servon au début des années 2000.

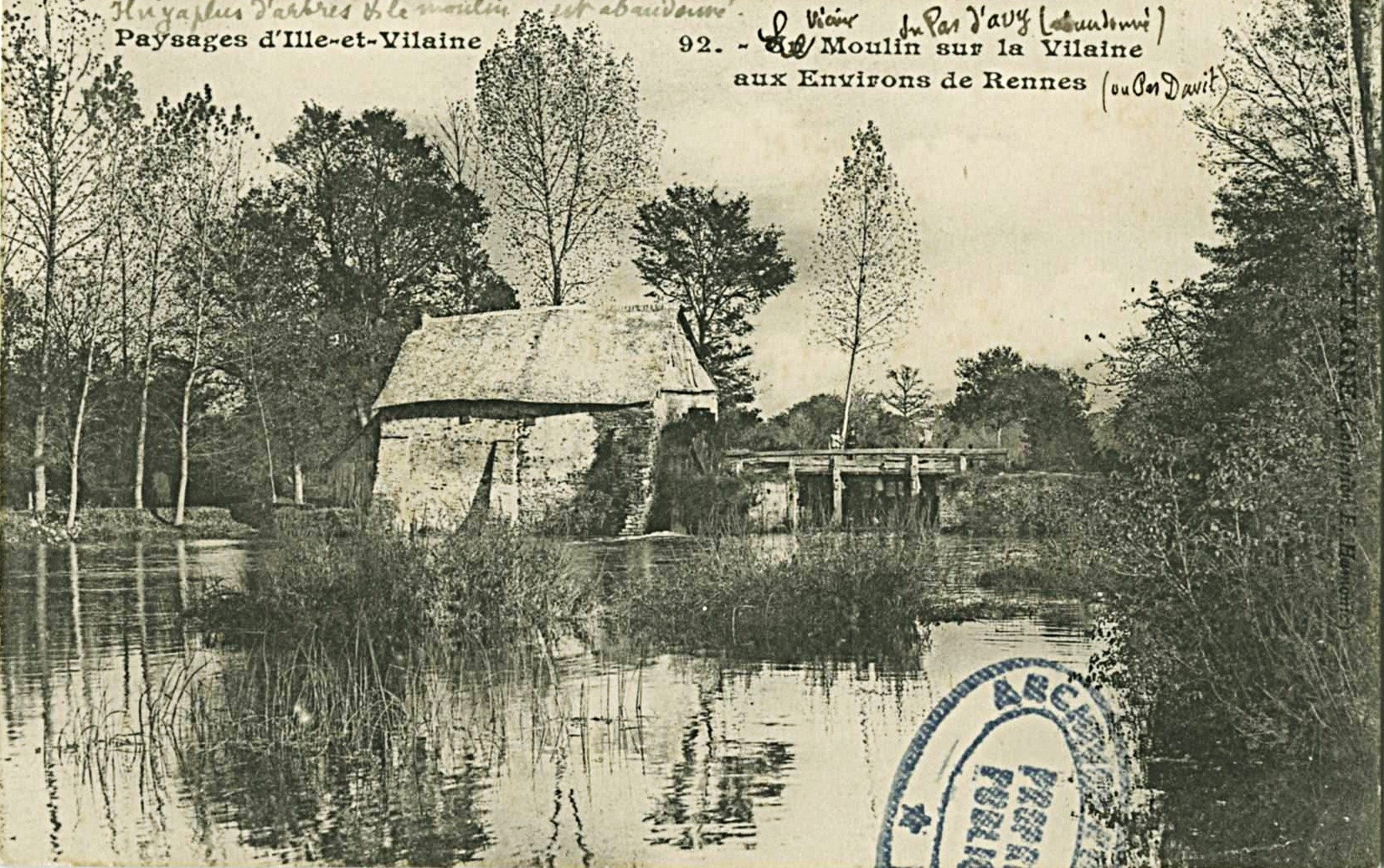
Le moulin de Pasdavy sur la Vilaine au début du XXe siècle (carte postale).

Le Pas-Davy : promenade et site naturel. L'endroit est également surnommé « les Trois Ponts » à cause des îles qui le forment et qui sont reliées par des ponts tous différents. Le site a été planté par les élèves des écoles de Servon et compose un ensemble naturel préservé. La faune et la flore, notamment une espèce rare d'orchidée sauvage peut y être observée.
Tatoux : le manoir de Tatoux (disparu ; les douves étaient encore visibles sur le cadastre de 1849) a été construit à proximité de l'ancienne motte féodale.

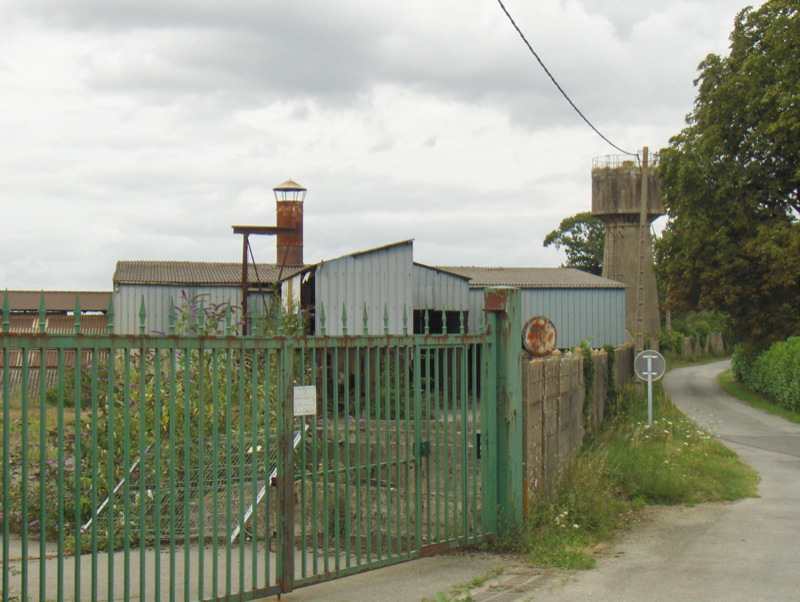
L'ancienne fonderie Brisou (fermée en 2003).

L'ancien site de la fonderie Brisou près de la gare. Le tertre est visible depuis la route de Châteaugiron. Les bâtiments datant de la révolution industrielle sont toujours présents, ainsi que les maisons des contremaitres et les villages d'ouvriers. L'usine, désormais une friche industrielle où se trouve de l'amiante et dans laquelle certaines parties menacent de s'écrouler, est fermée et le site, en cours de dépollution, est interdit d'accès par arrêté municipal.
La cité ouvrière du Coq Rouge, construite entre 1920 et 1922 par le propriétaire de la fonderie Brisou, est constitue de 6 bâtiments abritant chacun 4 logements ouvriers ; vendus dans la dernière 1970 lors de la faillite de l'entreprise.

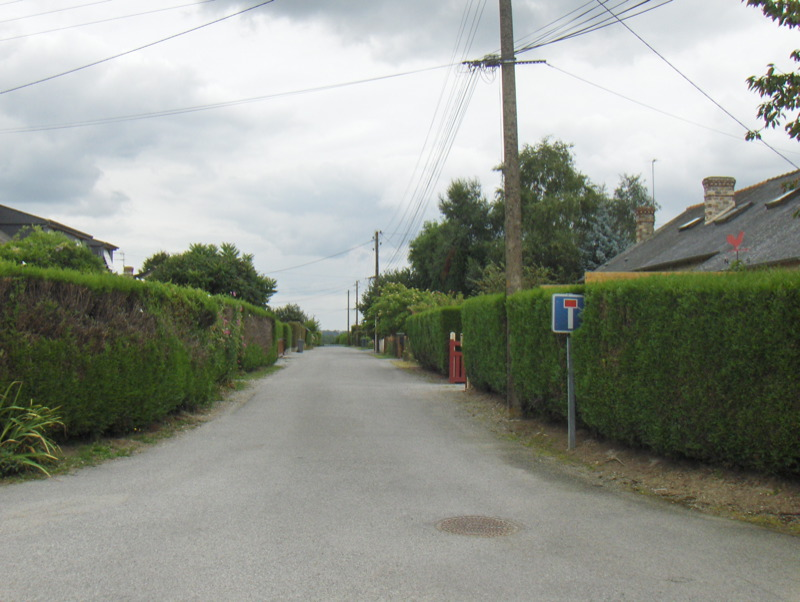
La cité du Coq rouge : rue en impasse.
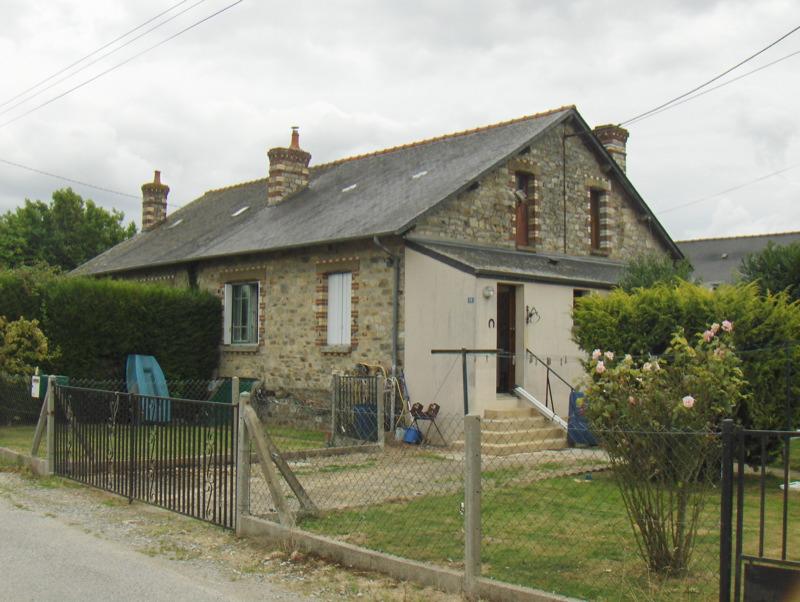
Cité du Coq rouge : une des maisons (avec de nombreux ajouts).
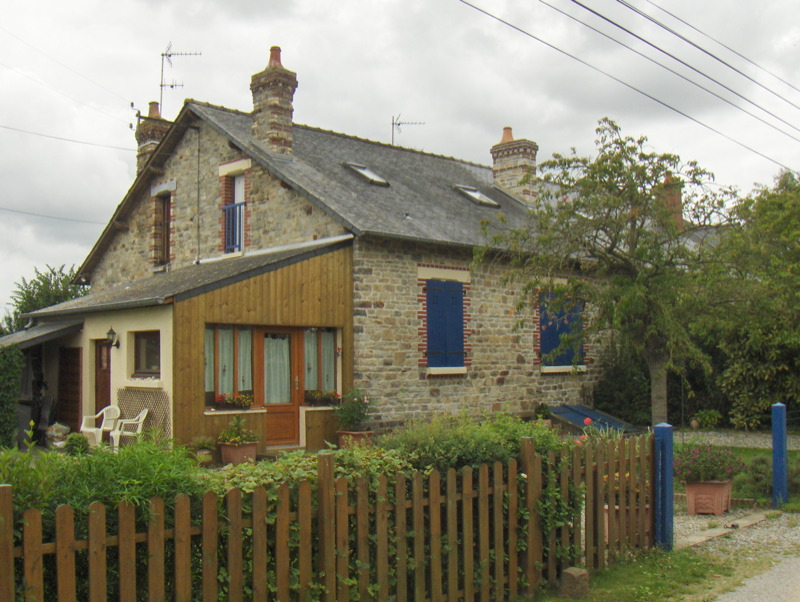
Cité du Coq rouge : une des maisons (avec de nombreux ajouts).

Plusieurs villages et maisons présentent un intérêt patrimonial, dont l'écart de Lebretin, celui de Tatoux, la maison Colline, 
Le bourg avait traditionnellement ses maisons groupées autour de l'église ; d'autres maisons se sont ensuite construites aux alentours vers la fin du XIXe siècle et le début du XXe siècle ; depuis les Trente Glorieuses, le bourg connaît d'importantes extensions, principalement au nord et à l'est, en raison de la création de plusieurs lotissements.
La croix de la Chapelle en bois, restaurée.
Des croix de chemin comme la croix Texier., la croix Jalus, la croix du Vionay, le calvaire du lieu-dit la Croix.
La tombe d'Herminie Prod'homme au cimetière.
La commune contient au total 286 bâtiments inventoriés mais aucun classé monument historique.
Dans les hameaux, on trouve également de belles longères, notamment à Lebretin, la Richardière, la Chapelle, Colline, la Noé, la Goronnière. Certaines assez anciennes pour être répertoriées sur les plans cadastraux de 1809. D'autres par leur architecture, notamment les toits très pentus et les parties de charpente apparentes sur la façade témoignent d'une architecture du XVIIIe siècle. Certaines maisons du bourg possèdent des fenêtres en pierre taillée très belles qui laissent à penser qu'elles sont du XVe siècle.

## Activité et manifestations

### Sports
- CS Servon Football
- CS Servon Basket-Ball
- Étoile Féminine Servon Football[88] : le premier club de football uniquement féminin créé en Ille-et-Vilaine.

## Personnalités liées à la commune
- La famille de Marbeuf. Le château du Gué appartint de la deuxième moitié du XVIIe siècle à la seconde moitié du XVIIIe siècle à Claude de Marbeuf alors président à mortier au parlement de Bretagne. On trouve sur le manteau d'une des cheminées du château les armoiries de cette famille influente en Bretagne sous l'Ancien Régime. L'hôtel Marbeuf à Rennes est situé en face de la préfecture.
- Charles de Cervon, seigneur des Arcis (-1622), homme de guerre français dont la famille est originaire de Servon.
- Claude Poullart (1679-1709), créateur de la congrégation du Saint-Esprit, dont le mariage des parents eut lieu au château du Gué en 1677.
- Charles Brisou (1854 à Paris - 1936 à Servon), fondateur des fonderies du même nom. Il fut également maire de Servon de 1932 à 1952 et développa une industrie de fonderie sur le site de la Pampille à côté de la voie ferrée Paris-Brest. Sa maison est toujours visible à l'entrée du lotissement de la Goronnière[89].
- Léo Claretie (1862-1924), journaliste parisien qui s'est suicidé en se jetant du train Paris-Brest dans sa traversée de la commune.
- Herminie Prod'homme (1887-1945), résistante morte en déportation. Sa tombe se trouve au cimetière de Servon et une place porte son nom dans le centre-bourg.
- Marie-Madeleine Flambard (1943-), diplômée de l'Institut d'urbanisme de Paris et docteur en géographie de l'Université de Haute-Bretagne, peintre domiciliée à Servon. Elle a publié de nombreux ouvrages sur la peinture, dont des carnets de voyages aquarelles et gouaches sur la Bretagne, la Provence et la Chine (province du Yunnan).
- Émile Audigier (1947-), poète, écrivain, artiste peintre[90], président des Ateliers d'Arts[réf. nécessaire].